# Marte (planeta)
Marte é o quarto planeta a partir do Sol, o segundo menor do Sistema Solar, atrás apenas de Mercúrio. Batizado em homenagem a divindade romana da guerra, muitas vezes é descrito como o "Planeta Vermelho", porque o óxido de ferro predominante em sua superfície lhe dá uma aparência avermelhada.
Marte é um planeta rochoso com uma atmosfera fina e características de superfície que lembram tanto as crateras de impacto da Lua quanto vulcões, vales, desertos e calotas polares da Terra. O período de rotação e os ciclos sazonais de Marte são também semelhantes aos da Terra, assim como é a inclinação que produz as suas estações do ano. Marte é o lar do Monte Olimpo, a segunda montanha mais alta conhecida no Sistema Solar (a mais alta em um planeta), e do Valles Marineris, um desfiladeiro gigantesco. A suave Bacia Polar Norte, no hemisfério norte marciano, cobre cerca de 40% do planeta e pode ser uma enorme marca de impacto. Marte tem duas luas conhecidas, Fobos e Deimos, que são pequenas e de forma irregular. Estas luas podem ser asteroides capturados, semelhante ao 5261 Eureka, um asteroide troiano marciano.
Marte está sendo explorado por oito espaçonaves: seis em órbita — Mars Odyssey, Mars Express, Mars Reconnaissance Orbiter, Mars Atmosphere and Volatile Evolution Missile – MAVEN, Mars Orbiter Mission e ExoMars Trace Gas Orbiter — e duas na superfície — Mars Science Laboratory Curiosity, Perseverance e o rover chinês Zhurong, como também o lander InSight. Entre as espaçonaves desativadas que estão na superfície marciana estão a sonda Spirit e várias outras sondas e rovers, como a Phoenix, que completou sua missão em 2008, e o Opportunity.

## Características físicas
Marte tem aproximadamente metade do diâmetro da Terra. Menos denso, tem cerca de 15% do seu volume e 11% de sua massa, resultando em uma aceleração da gravidade na superfície, que é cerca de 38% da que se observa na Terra. A superfície marciana é apenas ligeiramente menor do que a área total de terra firme do planeta Terra. Apesar de Marte ser maior e mais massivo do que Mercúrio, este tem uma densidade mais elevada, com o que os dois planetas têm uma força gravitacional quase idêntica na superfície — a de Marte é mais forte por menos do que 1%. A aparência vermelho-alaranjada da superfície marciana é causada pelo óxido de ferro (III), mais comumente conhecido como hematita, ou ferrugem. Pode também parecer caramelo, enquanto outras cores comuns de superfície incluem dourado, marrom e esverdeado, dependendo dos minerais presentes. Estudo sugere que Marte teve um anel bilhões de anos atrás.

### Estrutura interna
Tal como a Terra, este planeta sofreu diferenciação, o que resultou em um núcleo metálico denso sobreposto por materiais menos densos, a uma distância estimada entre 1 810 e 1 860 km. Os modelos atuais do interior do planeta implicam uma região central de cerca de 1 794 km ± 65 km de raio, composta principalmente por ferro e níquel, com cerca de 16-17% de enxofre. Este núcleo de sulfureto de ferro é parcialmente fluido e tem duas vezes a concentração dos elementos mais leves que existem no núcleo da Terra. O núcleo está envolvido por um manto de silicato que formou muitos dos acidentes tectônicos e vulcânicos do planeta, mas que parecem agora estar dormentes. Além do silício e do oxigênio, os elementos mais abundantes na crosta marciana são ferro, magnésio, alumínio, cálcio e potássio. A espessura média da crosta do planeta é cerca de 50 quilômetros, com uma espessura máxima de 125 km. A crosta terrestre, com uma média de 40 km de espessura, tem apenas um terço da densidade da crosta de Marte, considerando-se a razão dos tamanhos dos dois planetas. A sonda InSight, prevista para 2016, irá utilizar um sismógrafo para melhor determinar os modelos do interior do planeta.

### Geologia da superfície

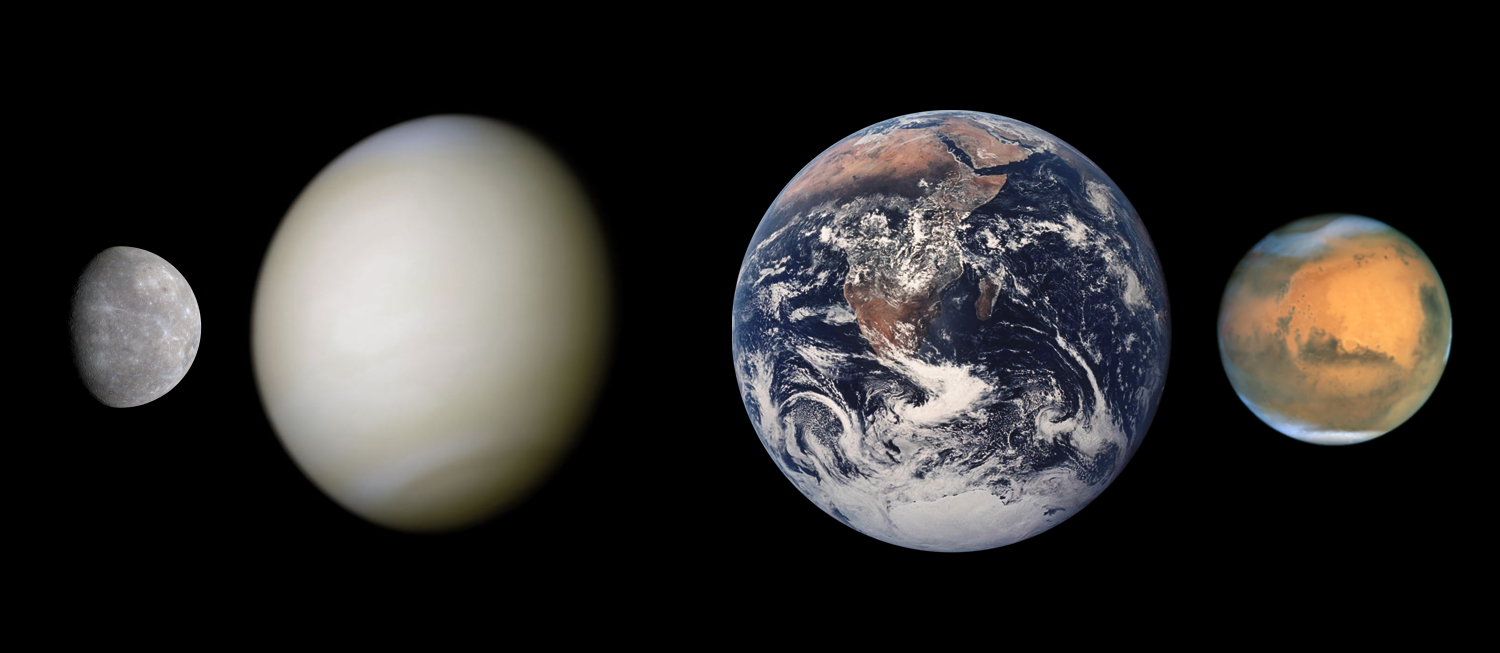
Comparação do tamanho dos planetas telúricos (da esquerda para a direita): Mercúrio, Vênus, Terra e Marte

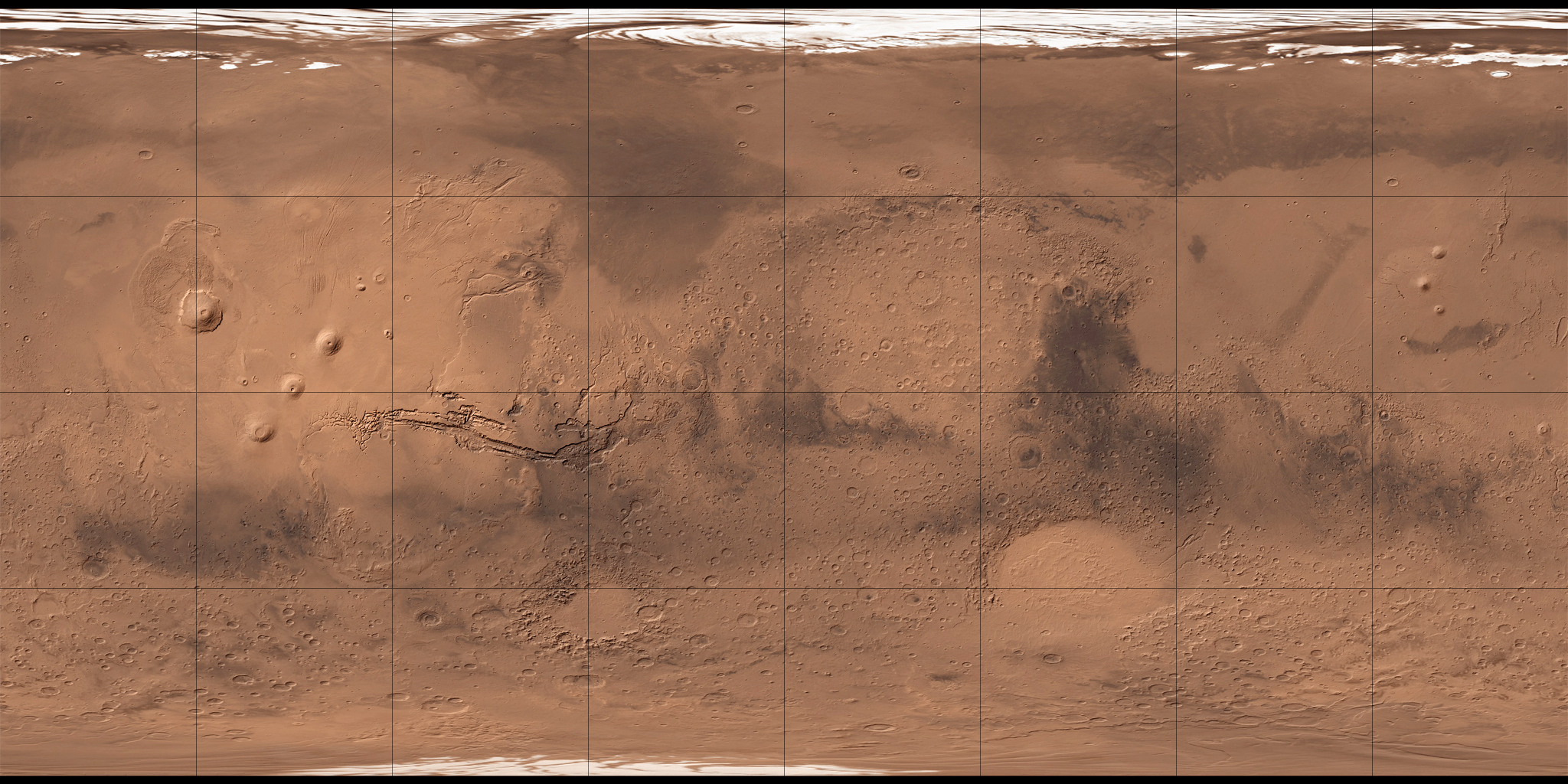
Imagem de satélite de toda a superfície de Marte composta através de medições feitas pela Mars Global Surveyor e de observações realizadas pelas sondas espaciais Viking

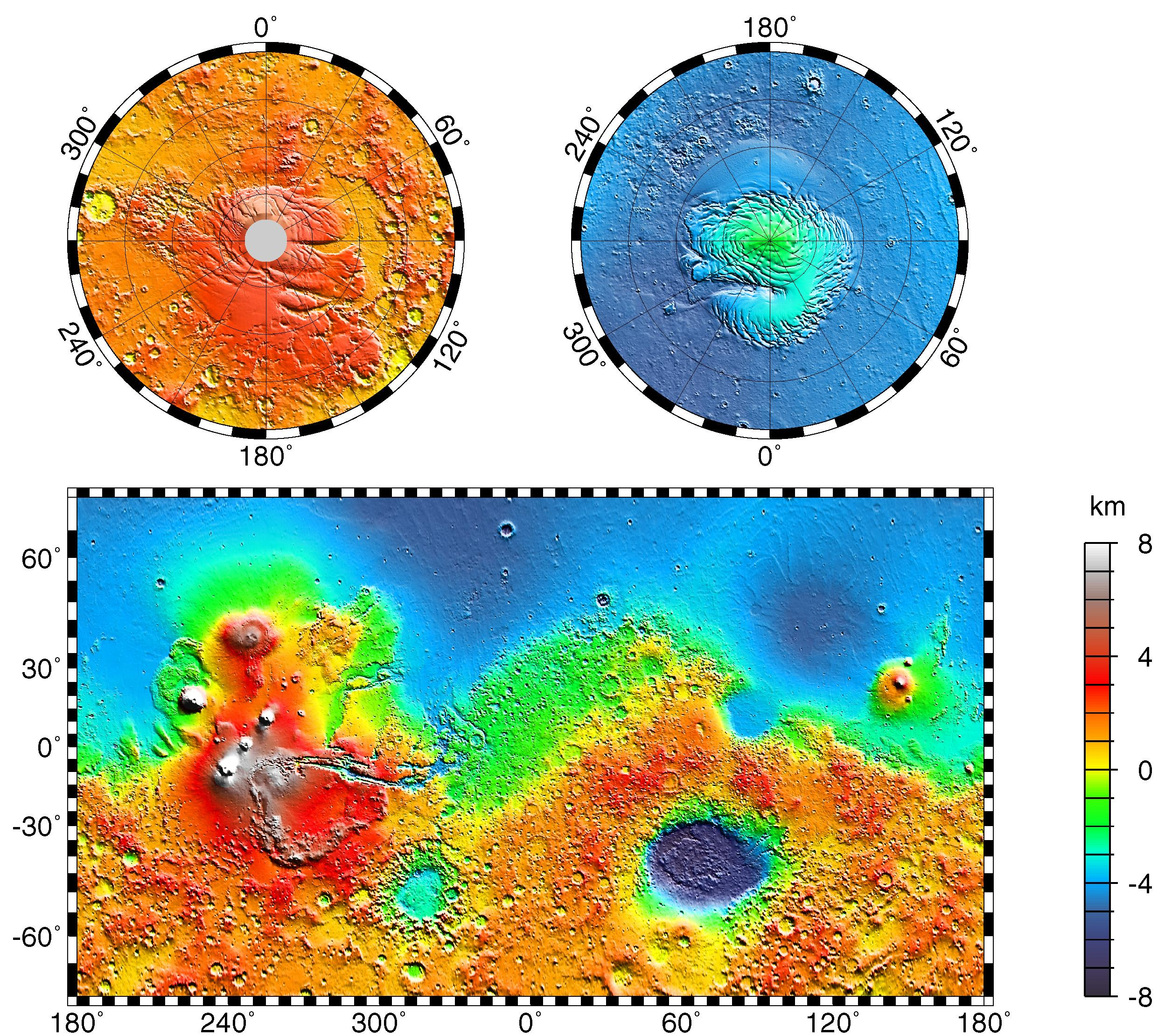
Planícies vulcânicas (em vermelho) e bacias de impacto (em azul) dominam a topografia do planeta

Marte é um planeta rochoso que consiste em minerais contendo silício e oxigênio, metais e outros elementos que normalmente compõem rocha. A superfície de Marte é composta principalmente de basalto toleítico, embora parte seja mais rica em sílica que o basalto típico e possa ser semelhantes às rochas andesíticas da Terra ou ao vidro de sílica. Regiões de baixo albedo apresentam concentrações de plagioclásios, sendo que as regiões de albedo mais baixo, ao norte, exibem concentrações superiores às normais de silicatos e de vidro de sílica. Partes das terras altas ao sul incluem quantidades detectáveis de piroxênios com alto teor de cálcio. Concentrações localizadas de hematita e olivina também foram encontradas. A maior parte da superfície está profundamente coberta por uma camada de pó de óxido de ferro (III) de textura fina.
Embora Marte não apresente qualquer evidência de possuir um campo magnético estruturado global, observações mostram que partes da crosta do planeta foram magnetizadas e que inversões geomagnéticas já ocorreram no passado. Este paleomagnetismo de minerais magneticamente suscetíveis tem propriedades que são muito semelhantes às faixas alternadas encontradas no fundo dos oceanos da Terra. Uma teoria, publicada em 1999 e reexaminada em outubro de 2005 (com a ajuda da Mars Global Surveyor), indica que essas faixas demonstram a existência de placas tectônicas em Marte há quatro bilhões de anos, antes de o dínamo planetário ter deixado de funcionar e o campo magnético do planeta ter desaparecido, talvez por causa de um excesso de hidrogênio, liberado pela dissociação da água próximo ao núcleo quente.
Durante a formação do Sistema Solar, Marte foi criado como resultado de um processo estocástico de acreção a partir do disco protoplanetário que orbitava o Sol. Marte tem muitas características químicas próprias causadas por sua posição no Sistema Solar. Elementos com pontos de ebulição relativamente baixos, como cloro, fósforo e enxofre são muito mais comuns em Marte do que na Terra. Estes elementos, provavelmente, foram removidos das áreas mais próximas ao Sol pelo vento solar da jovem estrela.
Após a formação dos planetas, todos foram sujeitos ao chamado "intenso bombardeio tardio". Cerca de 60% da superfície de Marte mostra registros de impactos dessa época, enquanto a maior parte da superfície restante é provavelmente sustentada por imensas bacias de impacto causadas por esses eventos. Há evidências de uma enorme bacia de impacto no hemisfério norte de Marte, abrangendo 10 600 km por 8 500 km, ou cerca de quatro vezes maior do que a Bacia do Polo Sul-Aitken da Lua, a maior depressão de impacto já descoberta. Esta teoria sugere que Marte foi atingido por um corpo do tamanho de Plutão cerca de quatro bilhões de anos atrás . O evento, que se acredita ser a causa da dicotomia hemisférica marciana, criou a suave Bacia Polar Norte, que cobre 40% do planeta.
A história geológica de Marte pode ser dividida em vários períodos, mas os seguintes são os três períodos principais:
- Período Noachiano (nomeado a partir da Noachis Terra): formação das mais antigas superfícies existentes de Marte, entre 4,5 bilhões e 3,5 bilhões de anos. Superfícies desse período são marcadas por muitas grandes crateras de impacto. Acredita-se que a protuberância de Tharsis, um planalto vulcânico, tenha se formado durante este período, com extensas inundações por água líquida no final dessa época;[52][53]
- Período Hesperiano (nomeado a partir da Hesperia Planum): de 3,5 bilhões de anos a 2,9-3,3 bilhões de anos atrás. O período Hesperiano é marcado pela formação de extensas planícies de lava;[52][53]
- Período Amazônico (nomeado a partir da Amazonis Planitia): de 2,9-3,3 bilhões de anos atrás até o presente. Regiões amazônicas têm poucas crateras de impacto de meteoritos, mas são bastante variadas. O Monte Olimpo formou-se durante este período, juntamente com fluxos de lava em outros lugares de Marte.[52][53]

Alguma atividade geológica ainda ocorre no planeta. O Athabasca Valles apresenta vestígios de derramamento de lava de cerca de 200 milhões de anos. A água corrente no Cerberus Fossae ocorreu há menos de 20 milhões de anos, indicando intrusões vulcânicas igualmente recentes. Em 19 de fevereiro de 2008, as imagens da sonda Mars Reconnaissance Orbiter mostraram evidências de uma avalanche a partir de um precipício de 700 metros de altura.

### Solo

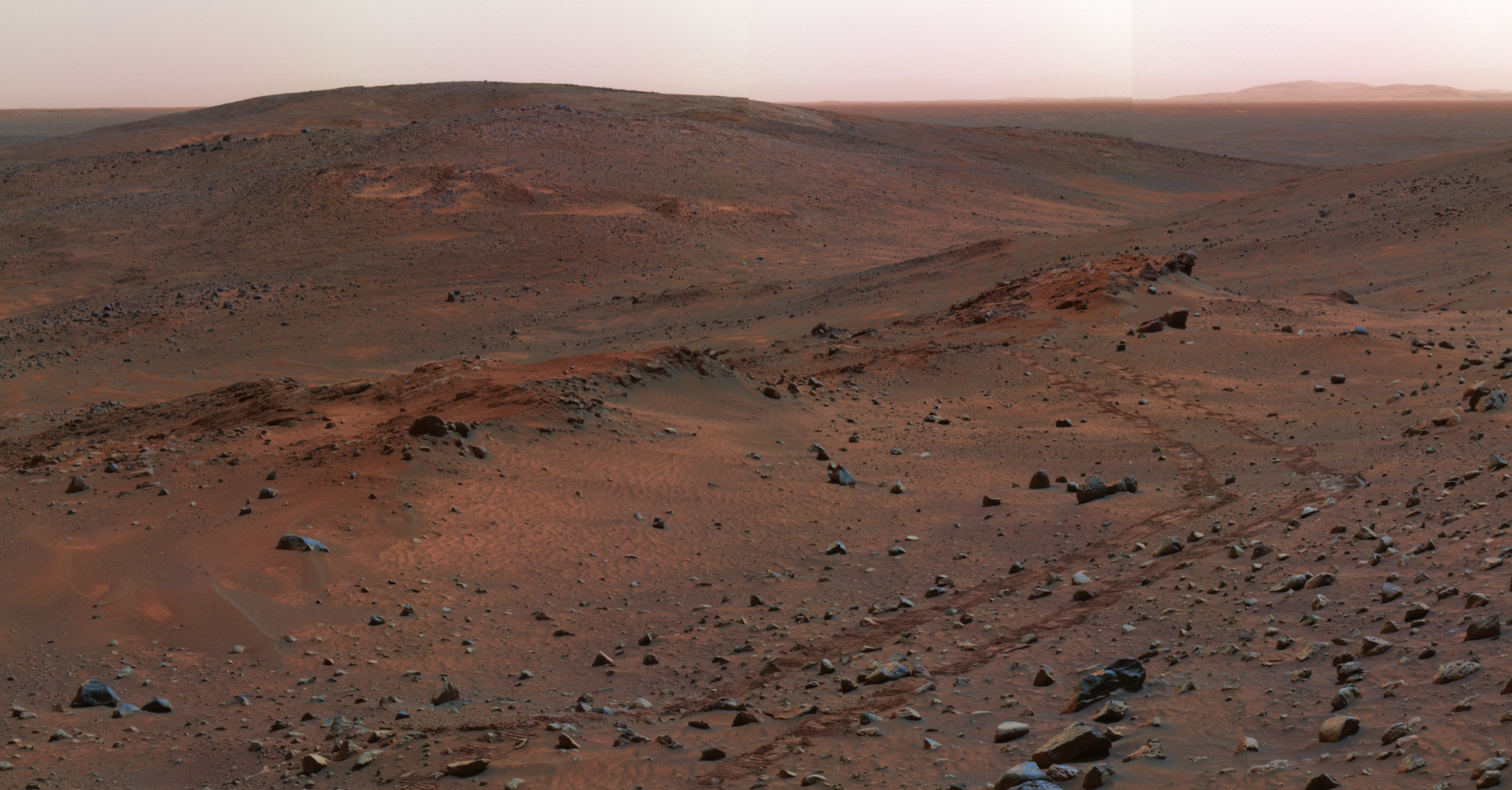
Panorama da cratera Gusev, onde o Spirit analisou basaltos vulcânicos

A sonda Phoenix enviou dados que mostraram que o solo marciano é ligeiramente alcalino e contém elementos como magnésio, sódio, potássio e cloro. Esses nutrientes são encontrados nos jardins da Terra e são necessários para o crescimento das plantas. Experimentos realizados pela sonda mostraram que o solo marciano tem um pH básico de 7,7 e contém 0,6% do sal perclorato.
Estrias são comuns em Marte e novas aparecem com frequência em encostas íngremes de crateras, desfiladeiros e vales. As estrias são escuras no início e ficam mais claras com o tempo. Elas podem começar em uma pequena área e, em seguida, espalhar-se por centenas de metros. Elas também foram vistas seguindo as bordas das pedras e outros obstáculos em seu caminho. As teorias mais comumente aceitas indicam que elas são camadas subjacentes escuras do solo descobertas após avalanches de poeira brilhante ou redemoinhos. Várias explicações têm sido propostas, algumas das quais envolvem água ou mesmo o crescimento de organismos.

### Hidrologia
Marte já abrigou um ciclo hidrológico ativo, como demonstrado por características geológicas em sua superfície. Porém, ele não possui mais a quantidade de água necessária para produzir essas impressões geológicas. Água líquida não poderia existir na superfície de Marte devido à baixa pressão atmosférica, que é cerca de 100 vezes mais fraca que a da Terra, a não ser em menores elevações por curtos períodos. As duas calotas polares marcianas também parecem ser feitas em grande parte de água. O volume de água congelada na camada de gelo do polo sul, se derretido, seria suficiente para cobrir toda a superfície do planeta a uma profundidade de 11 metros. Um manto de permafrost se estende desde o polo até latitudes de cerca de 60°.
As observações feitas pela sonda Mars Reconnaissance Orbiter revelaram a possibilidade de que exista água corrente no planeta durante os meses mais quentes. Em 2013, o rover Curiosity da NASA descobriu que o solo de Marte contém entre 1,5% e 3% de água em sua massa (cerca de 33 litros de água por metro cúbico, embora não esteja acessível por estar ligada a outros compostos). Marte pode ser facilmente visto da Terra a olho nu, assim como a sua coloração avermelhada. Sua magnitude aparente atinge -3,0 e é superada apenas por Júpiter, Vênus, Lua e Sol. Telescópios ópticos baseados em terra estão tipicamente limitados à resolução de acidentes geográficos maiores que 300 km quando a Terra e Marte estão mais próximos, devido à atmosfera terrestre.

Até o primeiro voo bem-sucedido sobre Marte feito em 1965 pela Mariner 4, muitos especulavam sobre a presença de água em estado líquido na superfície do planeta. Isto era baseado em variações periódicas observadas em manchas claras e escuras, particularmente nas latitudes polares, que se pareciam com mares e continentes; faixas escuras e longas foram interpretadas por alguns como canais de irrigação para a água líquida. Estas características foram mais tarde explicadas como ilusões de ótica, apesar de evidências geológicas recolhidas por missões não tripuladas sugerirem que Marte já teve uma cobertura de água de grande escala em sua superfície. Em 2005, dados de radar revelaram a presença de grandes quantidades de gelo de água nos polos e em latitudes médias. A sonda robótica Spirit coletou amostras de compostos químicos que continham moléculas de água em março de 2007, enquanto a sonda Phoenix encontrou amostras de gelo no solo marciano raso em julho de 2008. Em setembro de 2015, cientistas da NASA anunciaram a descoberta de córregos sazonais com água em estado líquido na superfície do planeta com base em dados do Mars Reconnaissance Orbiter.

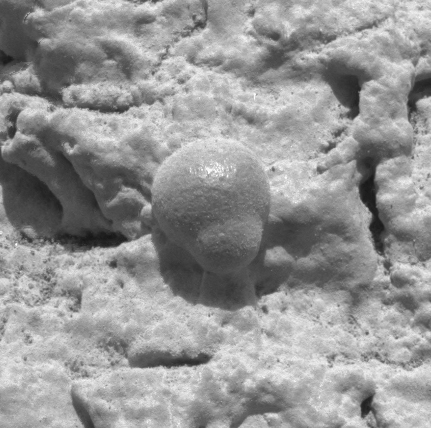
Formações rochosas microscópicas indicam sinais antigos de água. Fotografia tirada pelo rover Opportunity

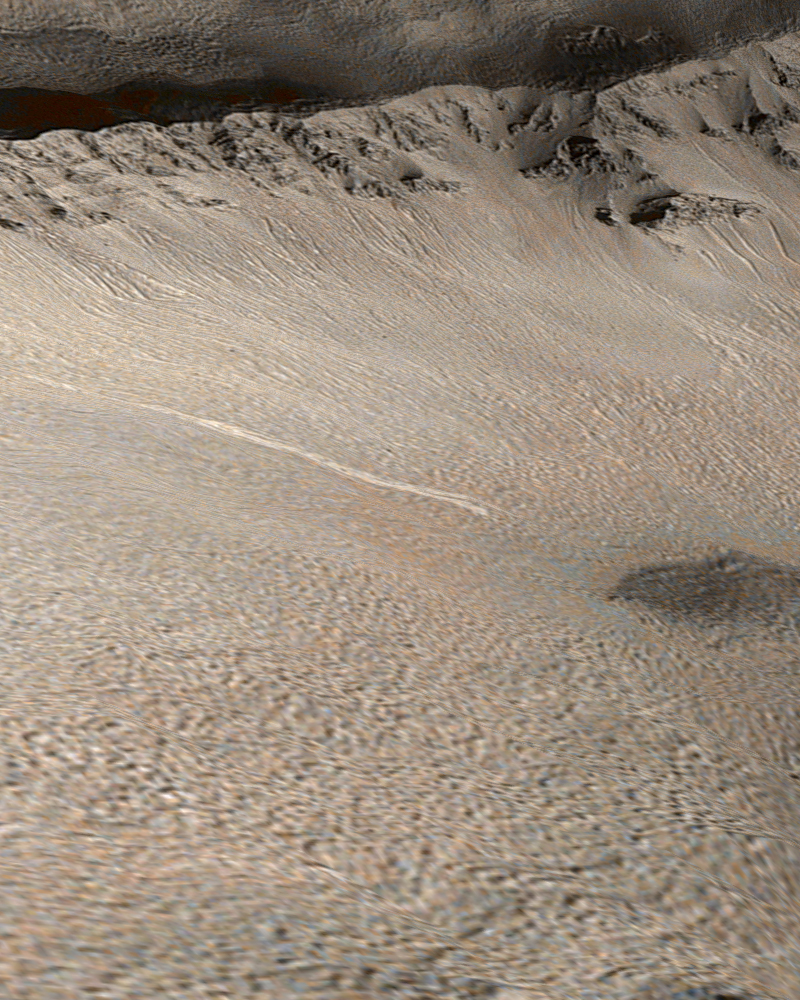
Possível escoamento de água do solo de Marte

Acredita-se que grandes quantidades de água congelada estejam presas dentro da espessa criosfera de Marte. Os dados de radar da Mars Express e da Mars Reconnaissance Orbiter mostram grandes quantidades de gelo em ambos os polos (julho de 2005) e nas latitudes médias (novembro de 2008). A sonda Phoenix retirou amostras de água congelada do solo marciano em 31 de julho de 2008.
Formas de relevo visíveis em Marte também sugerem fortemente que água em estado líquido tenha existido na superfície do planeta. Faixas lineares enormes de terra lavada, conhecidas como canais de escoamento, atravessam a superfície em cerca de 25 lugares. Acredita-se que essas faixas sejam registros de erosões que ocorreram durante a liberação catastrófica de água de aquíferos subterrâneos, embora haja hipóteses de que algumas dessas estruturas tenham resultado da ação de geleiras ou de lava. Um dos maiores exemplos, Ma'adim Vallis, tem cerca de 700 km de comprimento e é muito maior que o Grand Canyon, com uma largura de 20 km e uma profundidade de 2 km em alguns lugares. Acredita-se que tenha sido escavado por água corrente no início da história do planeta. Acredita-se que os mais novos desses canais tenham se formado recentemente, há apenas alguns milhões de anos. Em outros lugares, particularmente nas áreas mais antigas da superfície marciana, redes dendríticas de vales em escala menor estão espalhadas por proporções significativas da paisagem. As características desses vales e sua distribuição indicam fortemente que eles foram escavados pelo escoamento resultante da chuva ou queda da neve no início da história de Marte. Fluxos de água subsuperficiais e subterrâneos podem desempenhar papéis subsidiários importantes em algumas redes, mas a precipitação foi, provavelmente, a principal causa da formação em quase todos os casos.
Ao longo de crateras e de paredes de desfiladeiros, há também milhares de acidentes geográficos que parecem semelhantes às ravinas terrestres. As ravinas tendem a surgir nas terras altas do hemisfério sul e próximas ao equador, todas em direção aos polos de 30° de latitude. Vários autores sugeriram que o seu processo de formação envolvia água líquida, provavelmente gelo liquefeito, embora outros tenham defendido mecanismos de formação de geada de dióxido de carbono ou o movimento de pó seco. Não foram observadas ravinas parcialmente degradadas pelo intemperismo ou crateras de impacto sobrepostas, indicando que estes são acidentes muito jovens, possivelmente ainda ativos atualmente.
Outras características geológicas, como deltas e leques aluviais preservados em crateras, também apontam para condições mais quentes e mais úmidas em algum intervalo ou intervalos na história antiga de Marte. Tais condições requerem necessariamente a presença generalizada de lagos de cratera em uma grande proporção da superfície, para os quais também há evidências mineralógicas, sedimentológicas e geomorfológicas independentes.
Outra evidência de que a água líquida existiu em algum momento sobre a superfície de Marte vem a partir da detecção de minerais específicos, como hematita e goethita, ambos os quais se formam, por vezes, na presença de água. Em 2004, o Opportunity detectou o mineral jarosita, que se forma somente na presença de água ácida, demonstrando que a água uma vez existiu em Marte. Evidências mais recentes de água líquida vêm do achado do mineral gipsita na superfície pelo Opportunity em dezembro de 2011. O líder do estudo, Francis McCubbin, cientista planetário da Universidade do Novo México em Albuquerque, analisando hidroxilas em minerais cristalinos de Marte, declarou que a quantidade de água no manto superior de Marte é igual ou maior do que a da Terra, entre 50 e 300 partes por milhão, o que é suficiente para cobrir todo o planeta a uma profundidade de 200 a 1 000 metros.

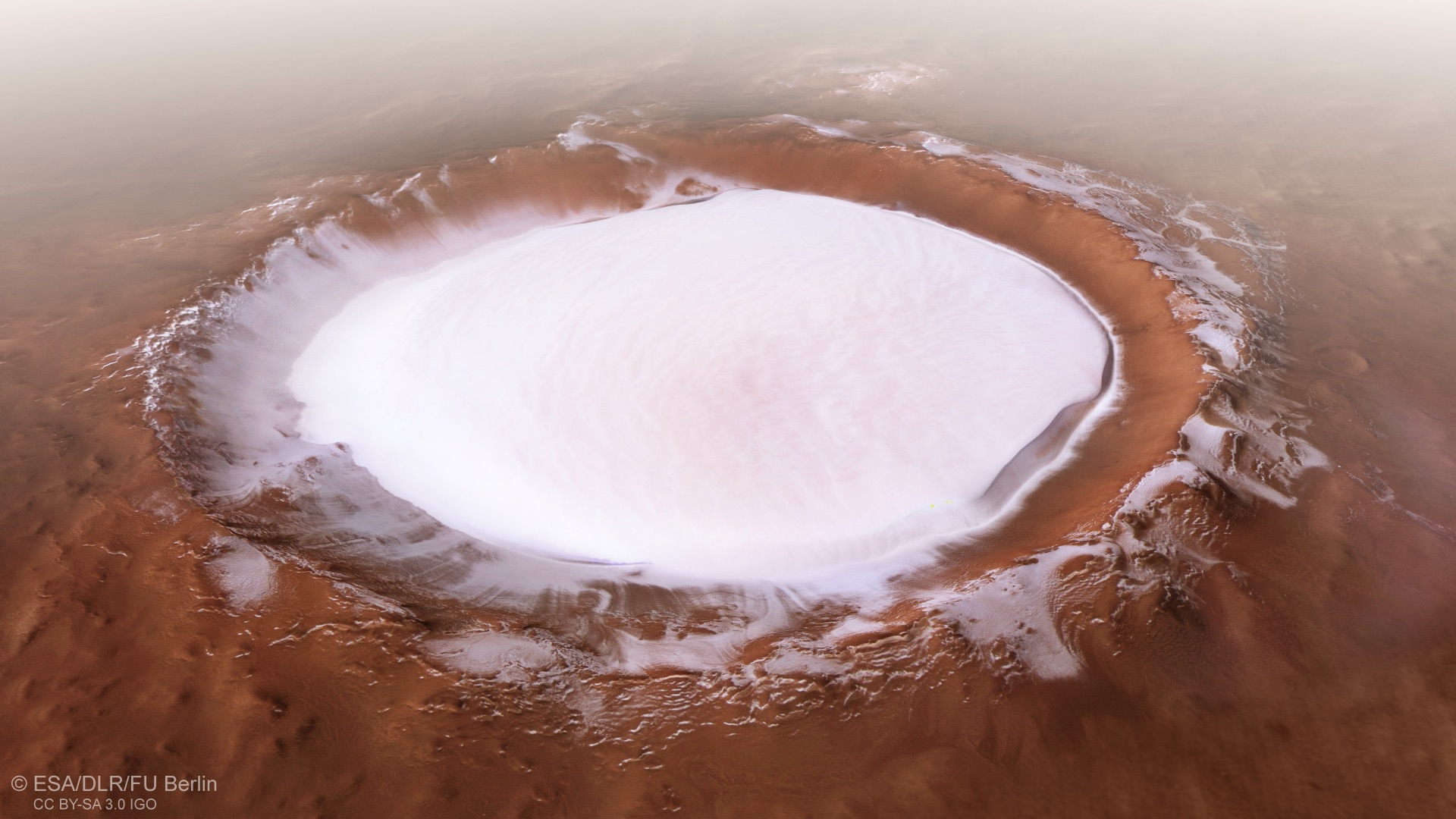
Vista da cratera Korolev onde é visível uma espessa camada de gelo de cerca de 1.9 km. Imagem tirada pelo Mars Express da ESA

Em 18 de março de 2013, a NASA relatou evidências, encontradas pelos instrumentos do rover Curiosity, de hidratação mineral, provavelmente sulfato de cálcio hidratado, em várias amostras de rochas, incluindo fragmentos das rochas "Tintina" e "Sutton Inlier", bem como em inclusões e nódulos em outras rochas, como "Knorr" e "Wernicke". Análises usando o instrumento DAN do Curiosity forneceram evidências da presença de água subterrânea até uma profundidade de 60 cm, num teor de até 4% de água, na travessia do rover desde o Bradbury Landing até a área do Yellowknife Bay, na locação Glenelg.
Em 28 de setembro de 2015, a NASA anunciou que havia encontrado evidência conclusiva de fluxos sazonais de salmoura hidratada em encostas, com base em leituras espectrométricas das áreas escuras das encostas. Essas observações confirmaram hipóteses anteriores, baseadas na época da formação e taxa de crescimento, de que essas estrias escuras resultaram do fluxo de água na subsuperfície muito rasa. As estrias contêm sais hidratados, percloratos, que possuem moléculas de água em sua estrutura cristalina. As estrias fluem pelas encostas no verão marciano, quando a temperatura está acima de -23 °C, e congelam em temperaturas menores.

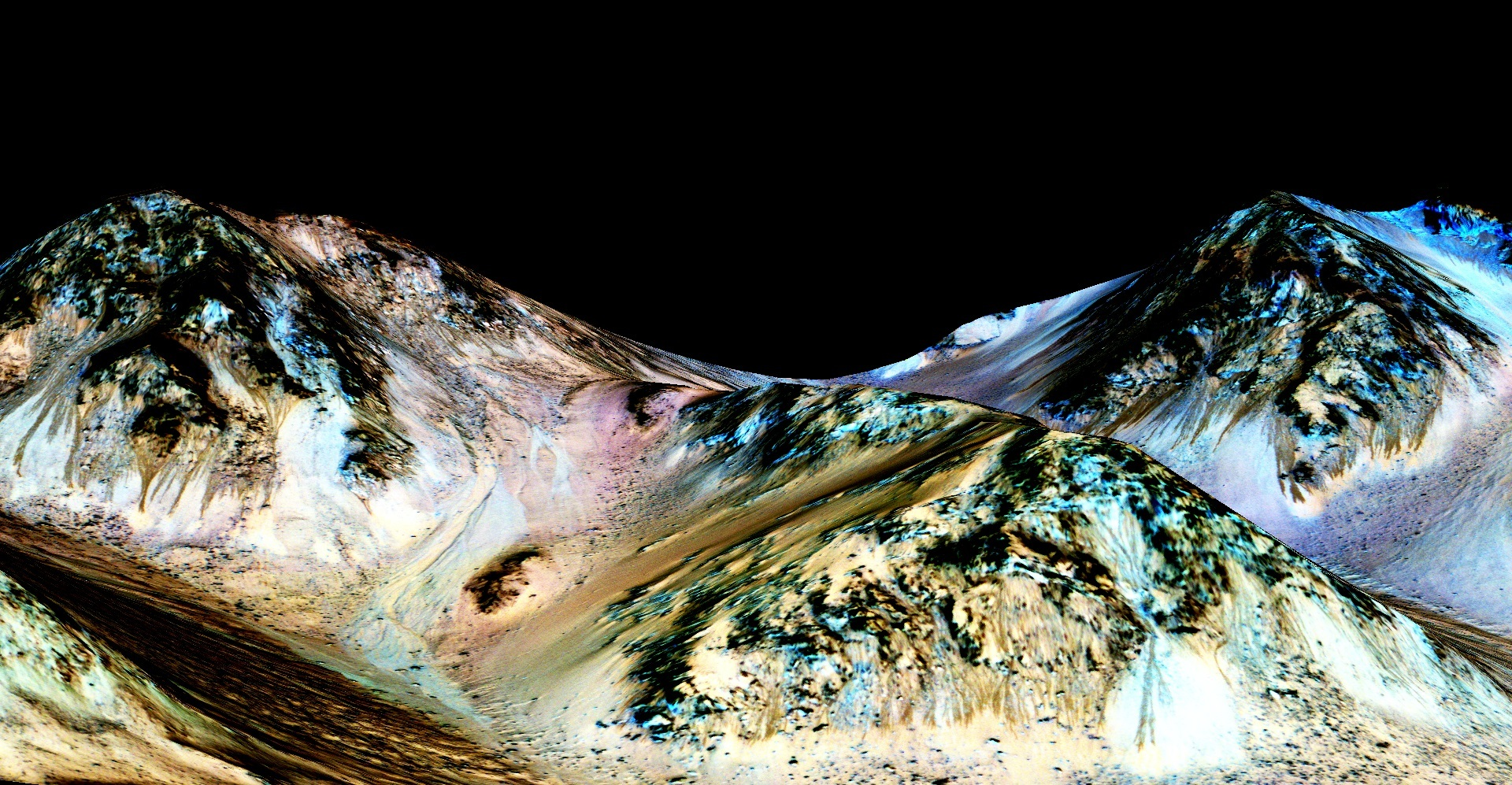
Linhas escuras que escorrem pelas encostas da cratera Hale são uma forte evidência de água em estado líquido na superfície marciana

Pesquisadores acreditam que grande parte das planícies baixas do norte do planeta foi coberta por um oceano com centenas de metros de profundidade, embora esta tese ainda seja controversa. Em março de 2015, cientistas afirmaram que tal oceano pode ter tido o tamanho do Oceano Ártico da Terra. Este achado foi obtido a partir da relação entre a água e o deutério na atmosfera marciana moderna em comparação com a relação encontrada na Terra. Oito vezes mais deutério foi encontrado em Marte do que existe na Terra, o que sugere que antigamente Marte tinha níveis significativamente mais elevados de água. Os resultados do rover Curiosity já haviam encontrado uma alta proporção de deutério na cratera Gale, embora não significativamente alta para sugerir a presença de um oceano. Outros cientistas advertiram que o estudo não foi confirmado e apontaram que os modelos climáticos marcianos naquele momento não demonstraram que o planeta era quente o suficiente no passado para manter corpos de água líquida. No entanto, a maioria concorda que um oceano existiu há mais de 3 bilhões de anos, mas há uma variedade de opiniões sobre quanto tempo durou.
Nenhuma água salgada líquida foi definitivamente encontrada em Marte. Mas houve indícios de água escorrendo do subsolo e um relatório de 2018 controverso da MARSIS de um lago de 20 km de diâmetro, enterrado quase 1,5 km abaixo da superfície, perto do polo sul do planeta. A investigação revelou que o polo sul é composto por várias camadas de gelo e poeira a uma profundidade de cerca de 1,5 km, distribuídos por uma região de 200 km de largura. Os pesquisadores descobriram que um tipo de salmoura poderia permanecer líquido na superfície do planeta e alguns centímetros abaixo por até seis horas consecutivas em 40% do planeta, principalmente nas latitudes médias a altas do norte. No entanto, essas salmouras nunca ficariam mais quentes do que cerca de -48° C, cerca de 25 graus abaixo da tolerância conhecida pela vida na Terra.

#### Calotas polares
Marte tem duas calotas polares de gelo permanente. Durante o inverno em um dos polos, ele fica em escuridão contínua, que resfria a superfície e provoca a deposição de 25 a 30% da atmosfera em placas de gelo de CO2 (gelo seco). Quando o polo é novamente exposto à luz solar, o CO2 congelado sublima, criando enormes ventos que varrem o polo a velocidades de até 400 km/h. Esses ventos sazonais transportam grandes quantidades de poeira e vapor d’água, dando origem a geadas semelhantes às da Terra e de grandes nuvens cirrus. Nuvens de água e gelo foram fotografadas pelo rover Opportunity em 2004.
As calotas polares em ambos os polos são compostas principalmente (70%) de gelo de água. Dióxido de carbono congelado acumula como uma camada relativamente fina de cerca de um metro de espessura na calota norte apenas no inverno, enquanto a calota sul tem uma cobertura de gelo seco permanente de cerca de oito metros de espessura. Esta cobertura permanente de gelo seco no polo sul é salpicada por alguns tipos de poços circulares que se repetem e estão se expandindo alguns metros por ano; isso sugere que a cobertura permanente de CO2 sobre o gelo do polo sul está se degradando ao longo do tempo. A calota polar norte tem um diâmetro de aproximadamente mil quilômetros durante o verão do hemisfério norte de Marte e contém cerca de 1,6 milhão de quilômetros cúbicos (km³) de gelo, que, se espalhado uniformemente sobre a calota, teria 2 km de espessura. Em comparação, a camada de gelo da Groenlândia tem um volume de 2,85 milhões de quilômetros cúbicos. A calota polar do sul tem um diâmetro de 350 km e uma espessura de 3 km. O volume total de gelo na calota polar sul, mais os depósitos em camadas adjacentes, foi estimado em 1,6 milhão de quilômetros cúbicos. Ambas as calotas polares apresentam calhas espirais, que recente análise do radar SHARAD mostrou serem resultado de ventos catabáticos em espiral devido ao efeito Coriolis.
A queda de geada sazonal em algumas áreas perto da calota polar sul resulta na formação de placas transparentes medindo até 1 quilômetro de diâmetro e 1 metro de espessura de gelo seco acima do solo. Com a chegada da primavera, a luz solar aquece o subsolo, e a pressão do CO2 sublimado aumenta sob o bloco, elevando-o e, finalmente, rompendo-o. Isto leva a erupções semelhantes a gêiseres de gás CO2 misturado com areia ou pó de basalto escuro. Este processo é rápido e acontece no espaço de alguns dias, semanas ou meses, uma taxa de variação bastante incomum em geologia - especialmente para Marte. O gás fluindo sob um bloco em direção a um gêiser escava sob o gelo um padrão de canais radiais do tipo teia de aranha, num processo que é o equivalente inverso de uma rede de erosão formada pela água que é drenada por um ralo. Em 2021 cientistas recriaram uma versão parecida com formas de araneiformes negras em seu laboratório. Os experimentos mostram diretamente que os padrões de aranha que observamos em Marte em órbita podem ser esculpidos pela conversão direta de gelo seco de sólido em gasoso.

#### Perda de água
Pensa-se que a perda de água de Marte para o espaço resulta do transporte de água para a atmosfera superior, onde é dissociada ao hidrogênio e foge do planeta. Mas uma observação em 2019 sugere que a súbita perda de água ocorre na atmosfera superior de Marte, aumentando a abundância de hidrogênio. Na atmosfera superior, a luz solar e a química desassociam moléculas de água em átomos de hidrogênio e oxigênio que a fraca gravidade não pode impedir de escapar para o espaço.
Um cientista revelou que o vapor de água está se acumulando em grandes quantidades e proporções inesperadas a uma altitude de mais de 80 km na atmosfera marciana. As estimativas indicaram que grandes bolsas atmosféricas estão mesmo em uma condição de supersaturação, com a atmosfera contendo 10 a 100 vezes mais vapor de água do que sua temperatura deveria permitir hipoteticamente. Com as taxas de supersaturação observadas, o limite de fuga de água aumentaria significativamente durante estações específicas.

### Geografia
Embora sejam mais lembrados por terem mapeado a Lua, Johann Heinrich von Mädler e Wilhelm Beer foram os primeiros "areógrafos". Eles começaram pela constatação de que a maioria dos acidentes geográficos da superfície de Marte eram permanentes e determinaram com mais precisão o período de rotação do planeta. Em 1840, Mädler reuniu dez anos de observações e desenhou o primeiro mapa de Marte. Em vez de dar nomes para as várias marcas na superfície, Beer e Mädler simplesmente designaram-nas com letras; Sinus Meridiani foi, assim, o acidente "a".
Hoje, as características de Marte são denominadas a partir de uma variedade de fontes. Características de albedo são nomeadas a partir da mitologia clássica. Crateras com mais de 60 km são nomeadas em homenagem a cientistas e escritores já falecidos e outros que contribuíram para o estudo de Marte. Crateras menores que 60 km homenageiam cidades e vilas do mundo com população inferior a 100 mil habitantes. Grandes vales são nomeados pela palavra "Marte" ou "estrela" em várias línguas; pequenos vales são nomeados por rios.
As grandes estruturas de albedo mantêm muitos dos nomes antigos, que são frequentemente atualizados para refletir novos conhecimentos sobre a natureza dessas características. Por exemplo, Nix Olympica (as neves do Olimpo) tornou-se Olympus Mons (Monte Olimpo). A superfície de Marte, vista da Terra, é dividida em dois tipos de áreas, com diferentes albedos. As planícies mais pálidas cobertas de poeira e areia ricas em óxido de ferro avermelhado já foram consideradas como "continentes" marcianos e a elas foram dados nomes como Arabia Terra (terra da Arábia) ou Amazonis Planitia (Planície Amazônica). Acreditava-se que as características escuras eram mares, daí seus nomes Mare Erythraeum, Mare Sirenum e Aurorae Sinus. A maior característica escura vista da Terra é Syrtis Major. A calota polar norte é chamada Planum Boreum, enquanto a calota sul é chamada Planum Australe.
O equador de Marte é definido por sua rotação, mas a localização do seu “meridiano primário" foi estabelecida, como foi a da Terra (em Greenwich), pela escolha de um ponto arbitrário; Mädler e Beer selecionaram uma linha, em 1830, para os primeiros mapas de Marte. Após a nave espacial Mariner 9 fornecer grande quantidade de imagens de Marte em 1972, uma pequena cratera (mais tarde chamada de Airy-0), localizada no Sinus Meridiani ("Baía Meridiana"), foi escolhida para a definição da longitude 0,0°, de forma a coincidir com a seleção original.
Como Marte não tem oceanos e, portanto, não há "nível do mar", uma superfície com elevação zero também teve de ser selecionada para um nível de referência, o que também é chamado de areoide de Marte, análogo ao geoide terrestre. A altitude zero foi definida pela altura em que há 610,5 Pa (6,105 mbar) de pressão atmosférica. Esta pressão corresponde ao ponto triplo da água e é cerca de 0,6% da pressão na superfície do nível do mar na Terra (0,006 atm). Na prática, atualmente esta superfície é definida diretamente pela medição da gravidade por satélites.

#### Crateras

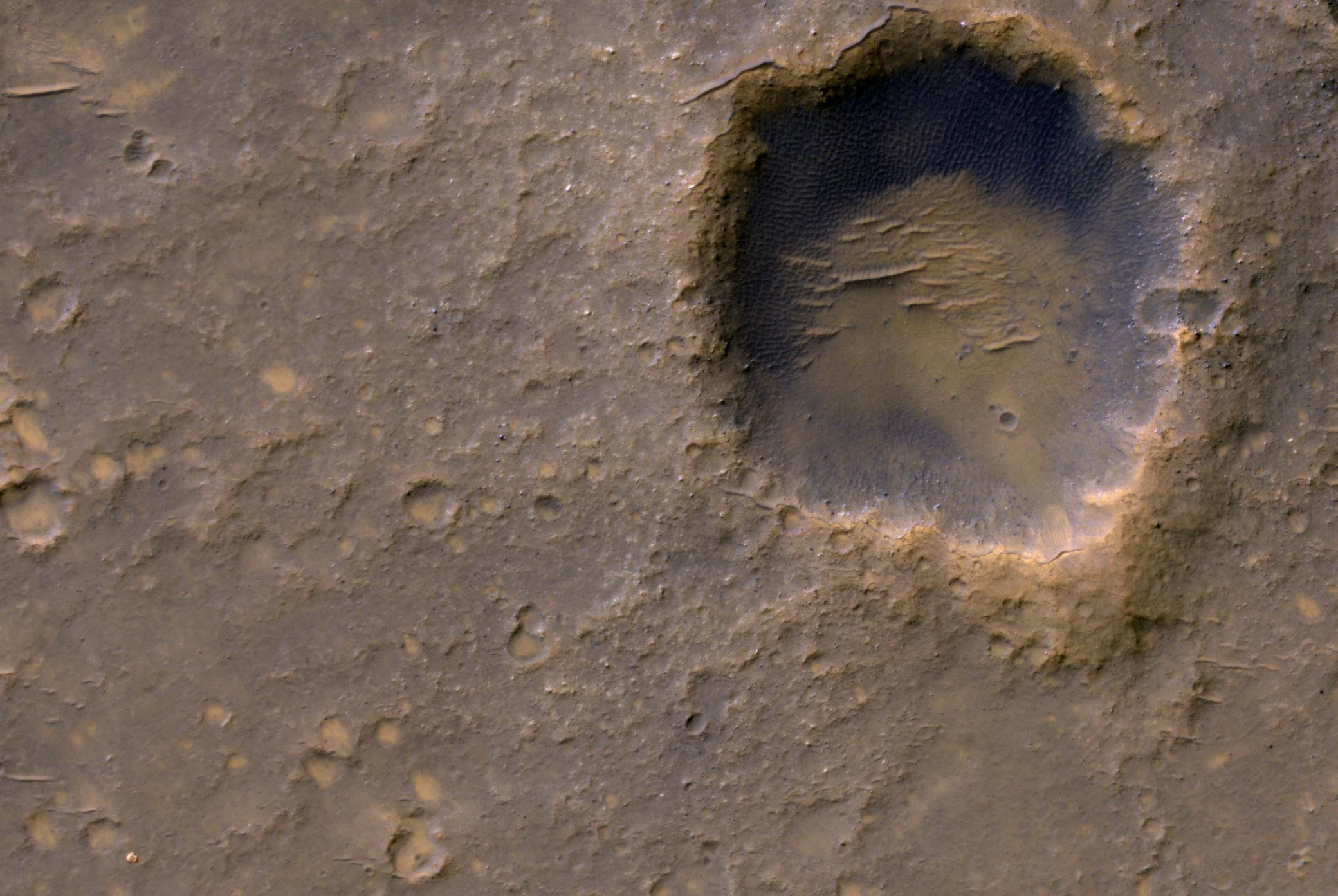
Cratera Bonneville e o local de pouso da Spirit

A dicotomia da topografia marciana é notável: as planícies do norte são achatadas por fluxos de lava, em contraste com as terras altas do sul, marcadas por crateras de antigos impactos de asteroides. Uma pesquisa de 2008 apresentou evidências sobre uma teoria proposta em 1980 postulando que, quatro bilhões de anos atrás, o hemisfério norte de Marte foi atingido por um objeto de um décimo a dois terços do tamanho da Lua. Se confirmado, isso tornaria o hemisfério norte de Marte o local de uma cratera de impacto de 10 600 km de comprimento por 8,5 mil quilômetros de largura, ou mais ou menos a área da Europa, Ásia e Austrália juntas, superando a Bacia do Polo Sul-Aitken, na Lua, como a maior cratera de impacto do Sistema Solar.
Marte é marcado por um conjunto de crateras de impacto: cerca de 43 mil crateras com um diâmetro de 5 quilômetros ou mais foram encontradas em sua superfície. A maior delas é a bacia de impacto Hellas Planitia, uma característica de formação de albedo claramente visível a partir da Terra. Devido à menor massa de Marte, a probabilidade de um objeto colidir com o planeta é cerca de metade da presente na Terra. Marte fica mais perto do cinturão de asteroides, por isso tem uma chance maior de ser atingido por materiais oriundos dessa região. O planeta é também mais suscetível a ser atingido por cometas de período curto, ou seja, aqueles que se encontram dentro da órbita de Júpiter. Apesar disso , há muito menos crateras em Marte em comparação com a Lua, porque a atmosfera de Marte fornece proteção contra meteoros pequenos. Algumas crateras têm uma geomorfologia que sugere que o solo se tornou úmido após o impacto do meteoro.

#### Características vulcânicas e tectônicas

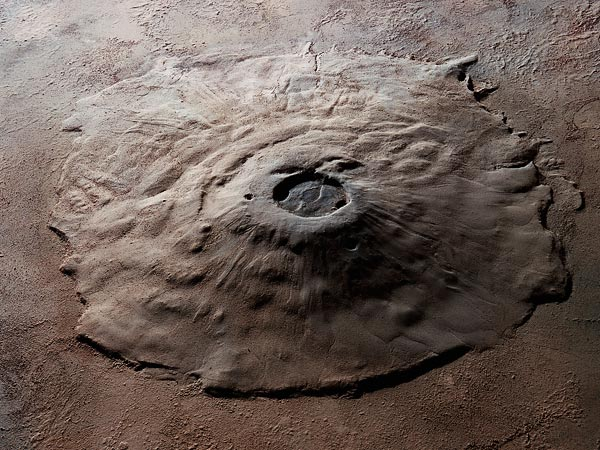
O gigantesco Monte Olimpo, o maior vulcão do Sistema Solar, com cerca de 27 km de altura

O vulcão Monte Olimpo é um vulcão extinto na vasta região de Tharsis, que contém vários outros grandes vulcões. O Monte Olimpo é três vezes maior que o Monte Everest, que por comparação tem pouco mais de 8,8 km de altura. É a primeira ou a segunda montanha mais alta do Sistema Solar, dependendo da forma de medição escolhida, com fontes que vão de cerca de 21 a 27 km de altura.
O grande desfiladeiro Valles Marineris (latim para Vales Mariner, também conhecido como Agathadaemon nos velhos mapas dos canais marcianos), tem um comprimento de quatro mil quilômetros e uma profundidade de até sete quilômetros. O comprimento do Valles Marineris é equivalente ao comprimento do continente europeu e estende-se através de um quinto da circunferência de Marte. Em comparação, o Grand Canyon na Terra tem 446 km de comprimento e quase 2 km de profundidade. O Valles Marineris foi formado devido à expansão da área de Tharsis, que causou o colapso da crosta na área do desfiladeiro. Em 2012, foi proposto que o Valles Marineris não é apenas um graben, mas também um limite de placa, onde ocorreu um movimento transversal de 150 km, fazendo de Marte um planeta com, possivelmente, duas placas tectônicas.
As imagens do THEMIS a bordo de sonda Mars Odyssey da NASA revelaram sete possíveis entradas de cavernas nos flancos do vulcão Arsia Mons. As cavernas, nomeadas em homenagem a entes queridos de seus descobridores, são conhecidas coletivamente como as "sete irmãs". As entradas das cavernas medem de 100 a 252 metros de largura e acredita-se que tenham, pelo menos, de 73 a 96 metros de profundidade. Dado que a luz não atinge o piso da maioria das cavernas, é possível que elas se estendam muito mais profundamente do que as estimativas inferiores e sejam mais largas abaixo da superfície. A caverna "Dena" é a única exceção: o seu chão é visível e tem 130 metros de profundidade. Os interiores destas cavernas podem ser protegidos contra micrometeoritos, radiação UV, erupções solares e partículas de alta energia que bombardeiam a superfície do planeta.

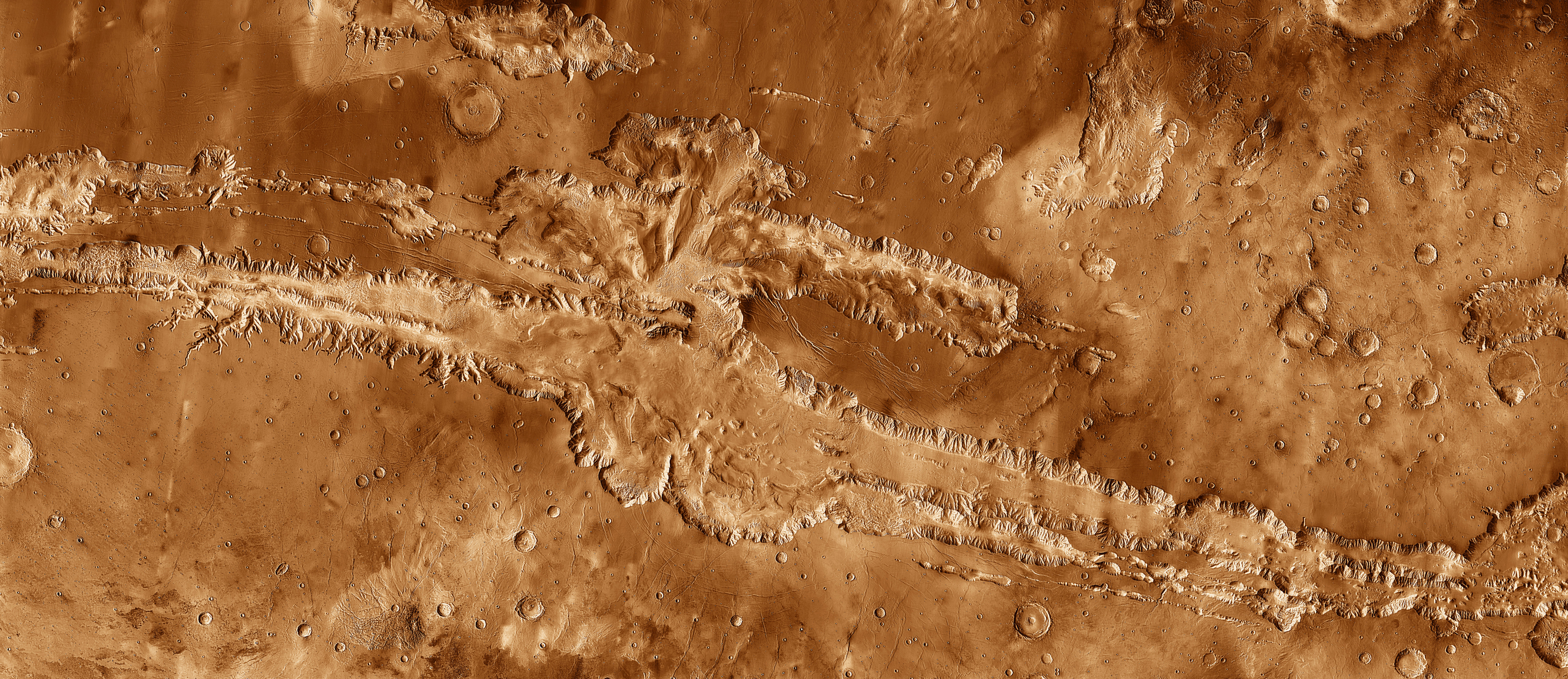
Mosaico de imagens infravermelhas capturadas pela sonda 2001 Mars Odyssey do Valles Marineris, um gigantesco desfiladeiro, com quatro mil quilômetros de comprimento e uma profundidade de até sete quilômetros

Pegadas de dunas em Hellas, também conhecidas como a insígnia da Frota Estelar Star Trek, são grandes dunas em forma de crescente (barchan). A insígnia foi criada quando a lava fluiu sobre a planície e ao redor das dunas, mas não sobre elas. A lava solidificou, mas essas dunas ainda se erguiam como ilhas e o vento continuava a soprar. Ao final, as pilhas de areia que eram as dunas migraram, deixando essas "pegadas" na planície de lava. Elas também são chamadas de "moldes de dunas" e registram a presença de dunas cercadas por lava.

#### Atmosfera

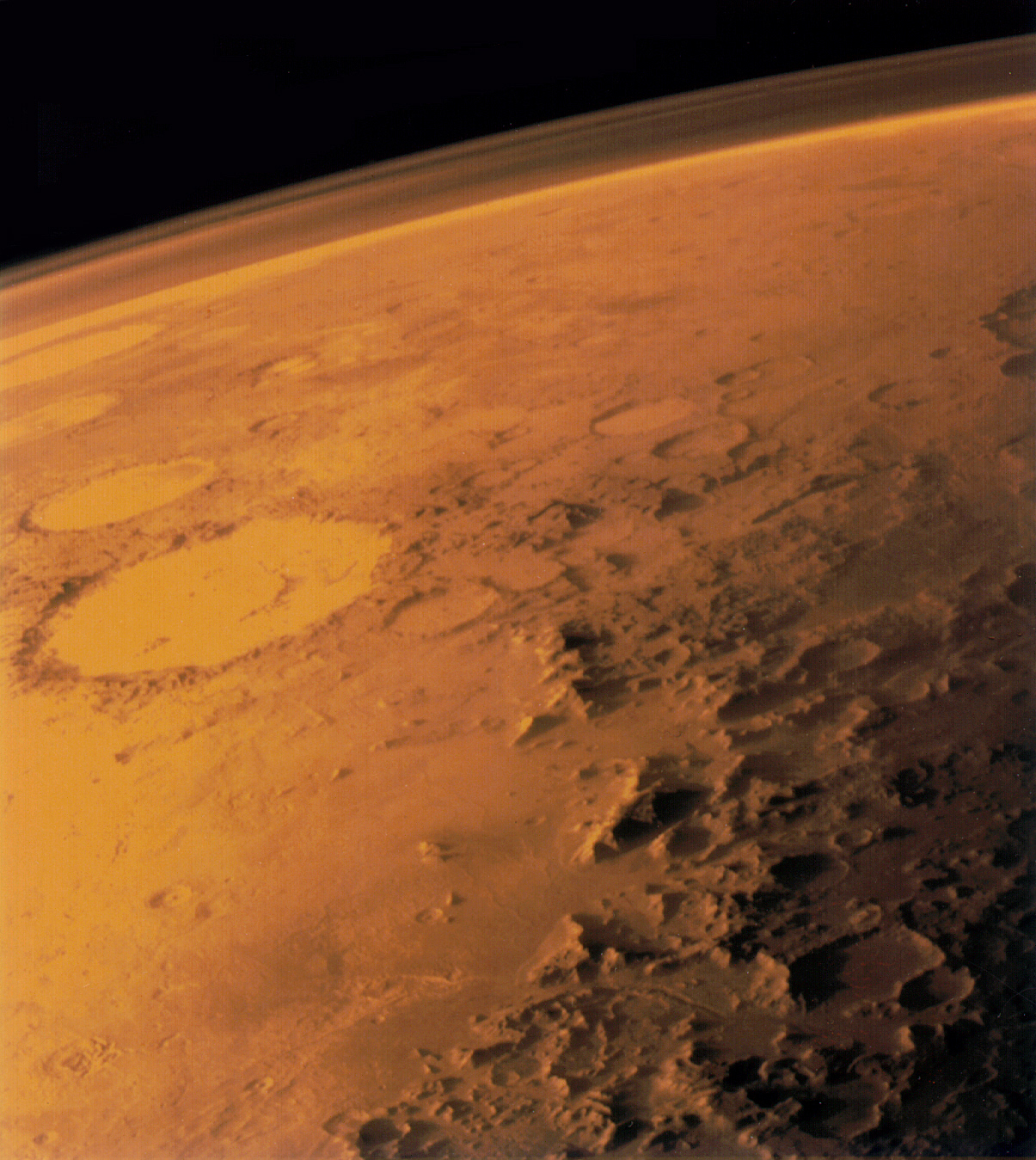
A tênue atmosfera de Marte vista a partir de uma imagem na órbita baixa do planeta. Ao fundo, a cratera Galle

Marte perdeu sua magnetosfera há 4 bilhões de anos, então o vento solar interage diretamente com a ionosfera marciana, diminuindo a densidade atmosférica ao remover átomos da camada exterior. Ambas as sondas Mars Global Surveyor e Mars Express detectaram partículas atmosféricas ionizadas arrastadas para o espaço a partir de Marte e esta perda atmosférica está sendo estudada pela sonda MAVEN. Em comparação com a Terra, a atmosfera de Marte é muito rarefeita. A pressão atmosférica na superfície varia hoje entre um mínimo de 30 Pa (0,030 kPa) no Monte Olimpo para mais de 1 155 Pa (1,155 kPa) em Hellas Planitia, com uma pressão média ao nível da superfície de 600 Pa (0,60 kPa). A maior densidade atmosférica em Marte é igual à densidade encontrada 35 km acima da superfície da Terra. A pressão de superfície média resultante é de apenas 0,6% a da Terra (101,3 kPa). A altura de escala da atmosfera é cerca de 10,8 km, que é maior do que a da Terra (6 km), porque a gravidade de superfície de Marte é de apenas 38% da gravidade da Terra, o que é compensado tanto pela temperatura mais baixa quanto pelo massa molecular 50% maior da atmosfera de Marte. A atmosfera de Marte é composta por cerca de 96% de dióxido de carbono, 1,93% de argônio e 1,89% de nitrogênio, juntamente com traços de oxigênio e água. A atmosfera é muito empoeirada, contendo partículas de cerca de 1,5 µm de diâmetro que dão ao céu marciano uma cor opaca quando vista da superfície.
Metano foi detectado na atmosfera de Marte, com uma fração molar de cerca de 30 ppb; ele ocorre em plumas extensas, e os perfis implicam que o metano foi liberado a partir de regiões distintas. No meio do verão do norte, a pluma principal continha 19 mil toneladas métricas de metano, com uma força de fonte estimada de 0,6 kg por segundo. Os perfis sugerem que pode haver duas regiões de origem, a primeira centrada perto de 30°N 260°W e a segunda perto de 0°N 310°W. Estima-se que Marte deva produzir 270 toneladas/ano de metano.
O metano pode existir na atmosfera de Marte por um período limitado de tempo até ser destruído – as estimativas do seu tempo de vida variam entre 0,6 a 4 anos terrestres. A sua presença, apesar desta vida curta, indica a existência de uma fonte ativa do gás no planeta. Atividade vulcânica, impactos de cometas e a presença de formas de vida microbianas metanogênicas estão entre as possíveis fontes. O metano também poderia ser produzido por um processo não biológico chamado serpentinização, que envolve água, dióxido de carbono e o mineral olivina, que se sabe ser comum em Marte.

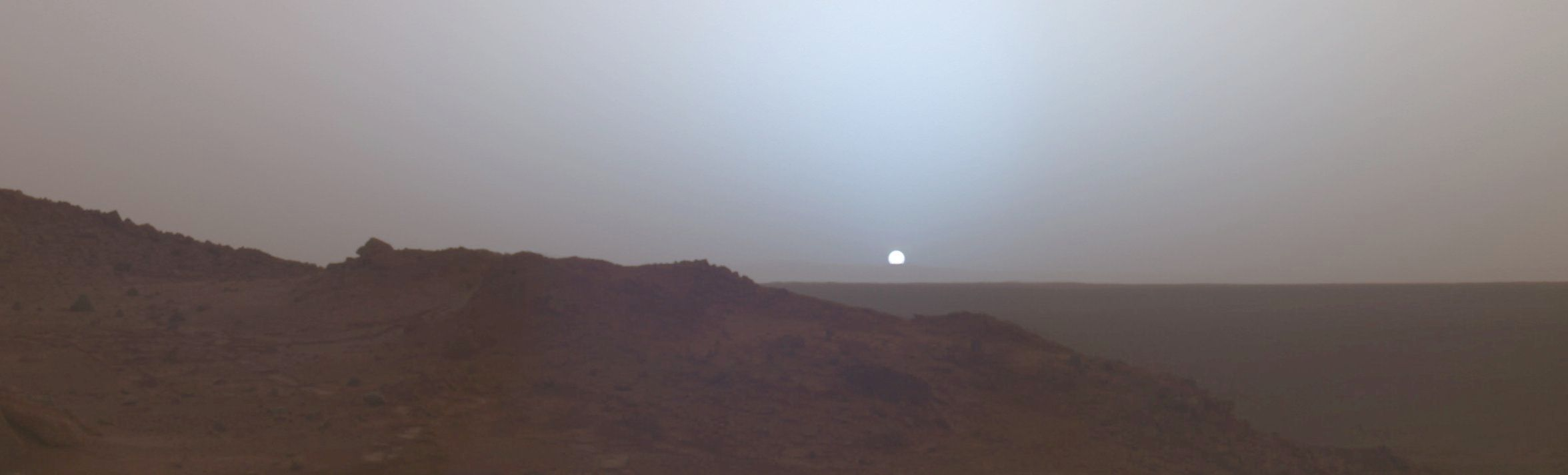
Fotografia do pôr-do-sol marciano pelo robô Spirit na cratera Gusev

O rover Curiosity, que pousou em Marte em agosto de 2012, é capaz de fazer medições que distinguem entre diferentes isotopólogos de metano; mas mesmo que a missão determine que a vida microscópica marciana é a fonte do metano, essas formas de vida provavelmente residem muito abaixo da superfície, fora do alcance do rover. As primeiras medições com o Tunable Laser Spectrometer (TLS) indicaram que há menos de 5 ppb de metano no local de pouso no momento da medição. Em 19 de setembro de 2013, cientistas da NASA, com base em outras medições feitas pela Curiosity, não relataram a detecção de metano atmosférico, com um valor medido de 0,18 ± 0,67 ppbv correspondente a um limite máximo de apenas 1,3 ppbv (limite de confiança de 95%) e, como resultado, concluíram que a probabilidade de atividade microbiana metanogênica atual em Marte é reduzida. A sonda Mars Orbiter Mission, da Índia, está pesquisando metano na atmosfera, enquanto a ExoMars Trace Gas Orbiter, planejada para ser lançada em 2016, irá estudar mais o metano, bem como os seus produtos de decomposição, como formaldeído e metanol.
Amônia também foi detectada em Marte pelo satélite Mars Express, mas com a sua vida útil relativamente curta, não ficou claro o que a tenha produzido. A amônia não é estável na atmosfera marciana e desintegra-se depois de algumas horas. Uma fonte possível é a atividade vulcânica.
A sonda Trace Gas Orbiter (TGO), da Agência Espacial Europeia, chegou a Marte em 2016, e em 2018 começou a escanear a atmosfera por metano. Dois dos espectrômetros do TGO - um instrumento belga chamado NOMAD e um russo chamado ACS - foram projetados para detectar o metano em concentrações muito baixas. No entanto, o satélite europeu não detectou um único vestígio de metano.
Enormes plumas semelhantes a nuvens, 260 km acima da superfície de Marte, chegam a entrar na exosfera, onde a atmosfera se funde com o espaço interplanetário. Nenhum dos esclarecimentos costumeiros para tais nuvens faz sentido, uma vez que a água, o gelo de dióxido de carbono, as tempestades de poeira ou as descargas de luz auroral, na maior parte das vezes, não atingem tais alturas. Em 2019, cientistas propuseram que elas devem sua existência ao fenômeno chamado "fumaça meteórica", poeira gelada criada por detritos espaciais que se chocam com a atmosfera do planeta. Cerca de duas a três toneladas de detritos espaciais colidem em Marte todos os dias, em média, e à medida que esses meteoros se desintegram na atmosfera do planeta, injetam um enorme volume de poeira no ar.

#### Auroras
Em 1994 a sonda Mars Express da Agência Espacial Europeia descobriu um brilho ultravioleta proveniente de “guarda-chuvas magnéticos” no hemisfério sul. Marte não possui um campo magnético global que guie as partículas carregadas que entram na atmosfera, mas tem múltiplos campos magnéticos em forma de guarda-chuva, principalmente no hemisfério sul, que são remanescentes de um campo global que decaiu bilhões de anos atrás.
No final de dezembro de 2014, a sonda MAVEN da NASA detectou evidência de auroras muito espalhadas pelo hemisfério norte e descendo até aproximadamente 20-30 graus de latitude norte em relação ao equador de Marte. As partículas penetravam na atmosfera marciana, criando auroras abaixo de 100 km da superfície (as auroras da Terra variam de altitude entre 100 e 500 km). Os campos magnéticos no vento solar caem como cortinas sobre Marte, inclusive para a atmosfera, e as partículas carregadas simplesmente seguem essas linhas para a atmosfera, fazendo com que as auroras aconteçam fora dos guarda-chuvas magnéticos.
Em 18 de março de 2015, a NASA anunciou a detecção de uma aurora que não é completamente entendida, bem como uma não explicada nuvem de poeira na atmosfera de Marte.
As observações anteriores não capturaram nenhum brilho verde em Marte, mas entre 24 de abril e 1 de dezembro de 2019, uma luz verde foi observada na atmosfera de Marte de altitudes de observações que variam de 20 a 400 quilômetros da superfície marciana. A emissão foi mais forte a uma altitude de cerca de 80 quilômetros e variou dependendo da distância variável entre Marte e o Sol.

#### Clima
De todos os planetas do Sistema Solar, Marte é o que possui as estações do ano mais parecidas com as da Terra, devido às inclinações semelhantes de eixos de rotação dos dois planetas. As durações das estações marcianas são cerca de duas vezes as da Terra, já que Marte está a uma maior distância do Sol, o que leva o ano marciano a ter duração equivalente a cerca de dois anos terrestres. As temperaturas de superfície de Marte variam de −143 °C (no inverno nas calotas polares) até máximas de 35 °C (no verão equatorial). A ampla variação de temperaturas é devida à fina atmosfera, que não consegue armazenar muito calor solar, à baixa pressão atmosférica e à baixa inércia térmica do solo marciano. O planeta também é 1,52 vez mais distante do Sol que a Terra, o que resulta em apenas 43% da quantidade de luz solar em comparação com a Terra.
Se Marte tivesse uma órbita semelhante à da Terra, as suas estações também seriam semelhantes, porque a sua inclinação axial é próxima à da Terra. A relativamente grande excentricidade da órbita de Marte tem um efeito significativo. O planeta está mais próximo do periélio quando é verão no hemisfério sul e inverno no norte, e próximo do afélio quando é inverno no hemisfério sul e verão no norte. Como resultado, as estações do ano no hemisfério sul são mais extremas e as estações do ano no norte são mais brandas. As temperaturas de verão no sul podem ser até 30 kelvin maiores do que as temperaturas equivalentes de verão no norte.
Marte tem as maiores tempestades de poeira do Sistema Solar. Estas podem variar de uma tempestade sobre uma pequena área até tempestades gigantescas que cobrem todo o planeta. Elas tendem a ocorrer quando Marte está mais próximo do Sol e demonstraram aumentar a temperatura global.
| Dados climatológicos para a Cratera Gale (2012–2015)                 | Dados climatológicos para a Cratera Gale (2012–2015) | Dados climatológicos para a Cratera Gale (2012–2015) | Dados climatológicos para a Cratera Gale (2012–2015) | Dados climatológicos para a Cratera Gale (2012–2015) | Dados climatológicos para a Cratera Gale (2012–2015) | Dados climatológicos para a Cratera Gale (2012–2015) | Dados climatológicos para a Cratera Gale (2012–2015) | Dados climatológicos para a Cratera Gale (2012–2015) | Dados climatológicos para a Cratera Gale (2012–2015) | Dados climatológicos para a Cratera Gale (2012–2015) | Dados climatológicos para a Cratera Gale (2012–2015) | Dados climatológicos para a Cratera Gale (2012–2015) | Dados climatológicos para a Cratera Gale (2012–2015) |
| Mês                                                                  | Jan                                                  | Fev                                                  | Mar                                                  | Abr                                                  | Mai                                                  | Jun                                                  | Jul                                                  | Ago                                                  | Set                                                  | Out                                                  | Nov                                                  | Dez                                                  | Ano                                                  |
| -------------------------------------------------------------------- | ---------------------------------------------------- | ---------------------------------------------------- | ---------------------------------------------------- | ---------------------------------------------------- | ---------------------------------------------------- | ---------------------------------------------------- | ---------------------------------------------------- | ---------------------------------------------------- | ---------------------------------------------------- | ---------------------------------------------------- | ---------------------------------------------------- | ---------------------------------------------------- | ---------------------------------------------------- |
| Temperatura máxima recorde (°C)                                      | 6                                                    | 6                                                    | 1                                                    | 0                                                    | 7                                                    | 14                                                   | 20                                                   | 19                                                   | 7                                                    | 7                                                    | 8                                                    | 8                                                    | 20                                                   |
| Temperatura máxima média (°C)                                        | −7                                                   | −18                                                  | −23                                                  | −20                                                  | −4                                                   | 0,0                                                  | 2                                                    | 1                                                    | 1                                                    | 4                                                    | −1                                                   | −3                                                   | −5,7                                                 |
| Temperatura mínima média (°C)                                        | −82                                                  | −86                                                  | −88                                                  | −87                                                  | −85                                                  | −78                                                  | −76                                                  | −69                                                  | −68                                                  | −73                                                  | −73                                                  | −77                                                  | −78,5                                                |
| Temperatura mínima recorde (°C)                                      | −95                                                  | −127                                                 | −114                                                 | −97                                                  | −98                                                  | −125                                                 | −84                                                  | −80                                                  | −78                                                  | −79                                                  | −83                                                  | −110                                                 | −127                                                 |
| Fonte: Centro de Astrobiología, Mars Weather, NASA Quest, SpaceDaily |                                                      |                                                      |                                                      |                                                      |                                                      |                                                      |                                                      |                                                      |                                                      |                                                      |                                                      |                                                      |                                                      |

## Órbita e rotação

A distância média entre Marte e o Sol é de cerca de 230000000 km (1,5 UA) e seu período orbital é de 687 dias terrestres, como representado pela trilha vermelha, com a órbita da Terra mostrada em azul (animação)

A distância média de Marte ao Sol é de cerca de 230 milhões de quilômetros (1,5 UA) e seu período orbital é de 687 dias terrestres. O dia solar em Marte é apenas um pouco maior do que um dia na Terra: 24 horas, 39 minutos e 35,244 segundos. Um ano marciano é igual a 1,8809 ano terrestre, ou seja, 1 ano, 320 dias e 18,2 horas. A inclinação do eixo de Marte é de 25,19 graus, semelhante à da Terra. Como resultado, Marte tem estações como a Terra, embora sejam quase duas vezes mais longas, pois seu período orbital é maior nesta proporção. Atualmente, a orientação do polo norte de Marte está próxima da estrela Deneb. Marte passou pelo seu afélio em março de 2010 e pelo seu periélio em março de 2011.
Marte tem uma excentricidade orbital relativamente acentuada, de cerca de 0,09; entre os outros sete planetas do Sistema Solar, só Mercúrio mostra maior excentricidade. Sabe-se que, no passado, Marte teve uma órbita muito mais circular do que atualmente. Em um ponto há 1,35 milhão de anos terrestres, Marte tinha uma excentricidade de cerca de 0,002, muito menor do que a da Terra hoje. O ciclo de excentricidade de Marte é de 96 mil anos terrestres, comparado ao ciclo de 100 mil anos da Terra. O planeta tem um ciclo de excentricidade muito mais longo com um período de 2,2 milhões de anos terrestres e isso ofusca o ciclo de 96 mil anos nos gráficos de excentricidade. Durante os últimos 35 mil anos, a órbita de Marte foi ficando um pouco mais excêntrica por causa dos efeitos gravitacionais dos outros planetas. A menor distância entre a Terra e Marte continuará a diminuir ligeiramente nos próximos 25 mil anos.

### Habitabilidade e procura por vida
O entendimento atual de habitabilidade planetária – a viabilidade de um mundo desenvolver condições ambientais favoráveis ao surgimento de vida – favorece planetas que possuam água líquida em sua superfície. Isto frequentemente requer que a órbita de um planeta esteja dentro da zona habitável, que para o Sol se localiza entre logo depois de Vênus e aproximadamente o semieixo maior de Marte. Durante o periélio, Marte penetra nesta região, mas a fina (baixa pressão) atmosfera do planeta impede a existência de água líquida em grandes regiões por muito tempo. O fluxo de água líquida no passado demonstra o potencial do planeta para a habitabilidade. Evidência recente sugeriu que qualquer água na superfície marciana deve ter sido muito salgada e ácida para suportar uma vida terrestre regular.
A falta de uma magnetosfera e a atmosfera extremamente fina de Marte são um desafio: o planeta possui pequena transferência de calor pela sua superfície, pouco isolamento contra o bombardeio do vento solar e pressão atmosférica insuficiente para reter água na forma líquida. Marte está quase, ou totalmente, geologicamente morto, e o fim da atividade vulcânica aparentemente interrompeu a reciclagem de materiais e produtos químicos entre a superfície e o interior do planeta.

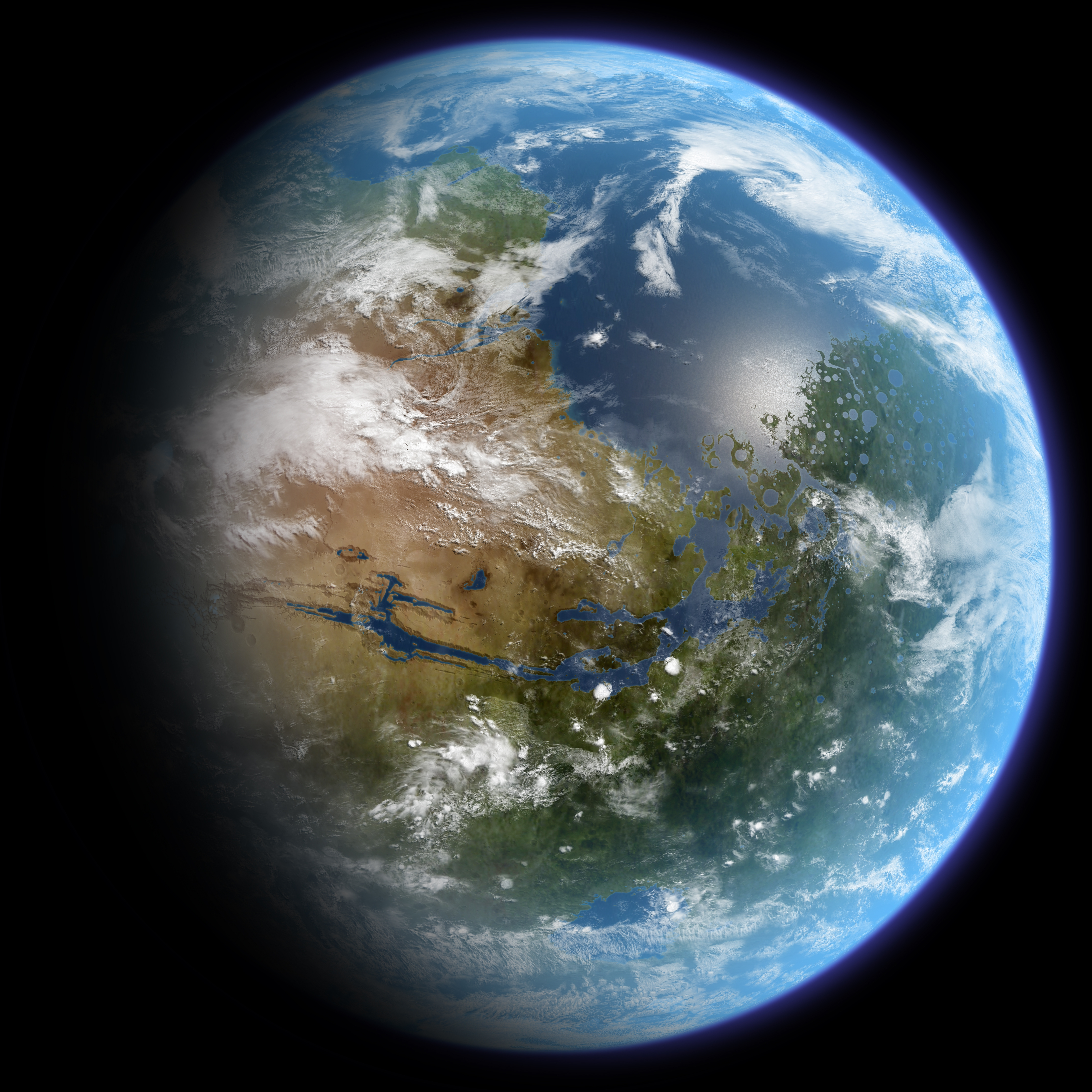
Concepção artística da terraformação de Marte

Existem evidências de que o planeta tenha sido significativamente mais habitável no passado que nos dias de hoje, mas o fato de que tenha albergado vida permanece incerto. As sondas Viking da década de 1970 continham dispositivos projetados para detectar microrganismos no solo marciano e tiveram alguns resultados positivos, inclusive um aumento temporário na produção de CO2 com a exposição a água e nutrientes. Este sinal de vida foi mais tarde contestado por cientistas, resultando em um debate intenso, com o cientista da NASA Gilbert Levin sustentando que a Viking pode ter encontrado vida. Uma reanálise dos dados da Viking, à luz do moderno conhecimento de formas extremófilas de vida, sugeriu que os testes da Viking não eram suficientemente sofisticados para detectar essas formas de vida e podem até mesmo ter matado uma hipotética forma de vida. Testes conduzidos pela sonda Phoenix Mars mostraram que o solo tem um pH alcalino e contém magnésio, sódio, potássio e cloro. Os nutrientes do solo podem ser capazes de suportar vida, mas a vida ainda assim teria que ser protegida da intensa luz ultravioleta. Análise recente do meteorito marciano EETA79001 encontrou 0,6 ppm de ClO4−, 1,4 ppm de ClO3− e 16 ppm de NO3−, a maior parte provavelmente de origem marciana. O ClO3− sugere a presença de outros compostos altamente oxidantes de cloro e oxigênio, como ClO2− e ClO, produzidos tanto por oxidação do Cl por ultravioleta quanto por radiólise do ClO4− por raios-X. Portanto, somente substâncias orgânicas ou formas de vida altamente refratárias ou bem protegidas (subsuperficiais) teriam chance de sobreviver. Uma análise de 2014 da Phoenix WCL mostrou que o Ca(ClO4)2 no solo da Phoenix não interagiu com água líquida de qualquer forma talvez nos últimos 600 milhões de anos. Se tivesse, o altamente solúvel Ca(ClO4)2 em contato com água líquida teria formado somente CaSO4. Isto sugere um ambiente extremamente árido, com mínima ou nenhuma interação com água líquida. Foi encontrado, em 2019, um grupo de compostos orgânicos, tiofenos, que normalmente ocorrem na Terra em querogênio, carvão e petróleo bruto, bem como em estromatólitos e microfósseis. Isso sugere um processo biológico, provavelmente envolvendo bactérias.
Cientistas propuseram que os glóbulos de carbonato encontrados no meteorito ALH84001, que se acredita ter se originado em Marte, podem ser micróbios fossilizados que existiam em Marte quando o meteorito foi arrancado da superfície de Marte por um choque de meteoro há cerca de 15 milhões de anos. Esta proposta foi recebida com ceticismo e foi sugerida uma origem exclusivamente inorgânica para as formas. Pequenas quantidades de metano e metanal detectadas pelas sondas em Marte foram indicadas como possíveis evidências para a vida, uma vez que esses compostos químicos se decompõem rapidamente na atmosfera marciana. Entretanto, uma alternativa é que esses compostos sejam repostos por vulcões ou outros meios geológicos, como a serpentinização. Vidro formado pelo impacto de meteoros, que na Terra pode preservar sinais de vida, foi encontrado na superfície de crateras de impacto de Marte. Da mesma forma, este vidro poderia ter preservado sinais de vida se esta existisse no local.
Em junho de 2018, a NASA informou que o rover Curiosity havia encontrado evidências de compostos orgânicos complexos de rochas com idade de aproximadamente 3,5 bilhões de anos, cujas amostras vieram de dois locais distintos em um lago seco na cratera Gale. As amostras de rochas, quando pirolisadas pelo instrumento da Curiosity, liberaram uma série de moléculas orgânicas; estes incluem tiofenos contendo enxofre, compostos aromáticos tais como benzeno e tolueno, além de compostos alifáticos tais como propano e buteno. Os níveis de compostos orgânicos são 100 vezes maiores que as descobertas anteriores. Os autores especulam que a presença de enxofre pode ter ajudado a preservar os compostos orgânicos. Os produtos de decomposição se assemelham aos gerados pelo querogênio, um precursor do petróleo e do gás natural na Terra. A NASA afirmou que essas descobertas não são evidências de que a vida existiu no planeta, mas que os compostos orgânicos necessários para sustentar a vida microscópica estavam presentes. Devido à forma como a atmosfera marciana pode preservar esses compostos, pode haver fontes mais profundas de compostos orgânicos no planeta.
Em julho de 2018, cientistas relataram a descoberta de um lago subglacial em Marte, o primeiro corpo estável de água conhecido no planeta. Ele fica a 1,5 km abaixo da superfície na base da calota polar sul e tem cerca de 20 quilômetros de largura. O lago foi descoberto usando o radar MARSIS a bordo da sonda Mars Express, e os dados foram coletados entre maio de 2012 e dezembro de 2015. O lago está localizado numa área plana que não exibe características topográficas peculiares. É principalmente cercado por terrenos mais altos, exceto em seu lado oriental, onde há uma depressão.

## Satélites naturais
Marte tem duas luas naturais relativamente pequenas — Fobos, com cerca de 22 quilômetros de diâmetro, e Deimos, com cerca de 12 quilômetros de diâmetro — que têm órbitas próximas ao planeta. Acredita-se que essas luas sejam asteroides capturados pelo campo gravitacional marciano, mas a sua origem verdadeira permanece incerta. Ambos os satélites foram descobertos em 1877 por Asaph Hall e foram nomeados em homenagem aos deuses Fobos (pânico/medo) e Deimos (terror/horror), que na mitologia grega acompanhavam seu pai, Ares, o deus da guerra, durante as batalhas. Marte era a contraparte romana de Ares. No grego moderno, porém, o planeta mantém seu antigo nome, Ares (Aris: Άρης).
Vistos da superfície de Marte, os movimentos de Fobos e Deimos parecem muito diferentes do da Lua. Fobos nasce no oeste, se põe a leste e nasce novamente em apenas 11 horas. Deimos, por estar quase em órbita sincronizada — quando o período orbital iguala o período de rotação do planeta — nasce como esperado no leste, mas lentamente. Apesar da órbita de 30 horas de Deimos, ele leva 2,7 dias entre o nascente e o poente, para um observador no equador.
Como a órbita de Fobos está abaixo da altitude síncrona, as forças de maré a partir de Marte estão gradualmente diminuindo a sua órbita. Em cerca de 50 milhões de anos, o satélite ou colidirá com a superfície marciana ou irá desintegrar-se em uma estrutura em forma de anel ao redor de Marte.
A origem das duas luas não é bem compreendida. Seu baixo albedo e a composição de condrito carbonáceo foram considerados semelhantes aos de asteroides, apoiando a teoria de captura gravitacional. A órbita instável de Fobos parece apontar para uma captura relativamente recente. Mas ambas têm órbitas circulares, próximas do equador, o que é muito incomum para objetos capturados, já que a dinâmica de captura exigida é complexa. A possibilidade de acreção no início da história de Marte também é plausível, mas não é compatível com uma composição parecida com a de asteroides, em vez de com a do próprio planeta. Uma terceira possibilidade é o envolvimento de um terceiro corpo ou algum tipo de impacto. Linhas mais recentes de evidências sobre Fobos sugerem que o satélite tem um interior altamente poroso e uma composição contendo principalmente filossilicatos e outros minerais conhecidos de Marte, o que aponta a origem de Fobos para o material ejetado por um impacto em Marte e que foi reagrupado na órbita marciana, semelhante à teoria dominante para a origem da Lua da Terra. Embora os espectros VNIR (em inglês:  visible and near-infrared) das luas de Marte se assemelhem aos de asteroides do cinturão externo, o espectro infravermelho termal de Fobos é inconsistente com condritos de qualquer tipo.
Marte pode ter luas com menos de 50 ou 100 metros de diâmetro, e prediz-se a existência de um anel de poeira entre Fobos e Demos.

## Astronomia
Com a existência de várias sondas e rovers, agora é possível estudar a astronomia do céu marciano. Fobos, uma das duas luas de Marte, tem cerca de um terço do diâmetro angular da Lua cheia como ela aparece na Terra, enquanto Deimos aparece mais ou menos com uma estrela e apenas um pouco mais brilhante do que Vênus na Terra. Vários fenômenos conhecidos na Terra foram observados em Marte, como meteoros e auroras. Uma passagem da Terra vista de Marte ocorrerá em 10 de novembro de 2084. Há também trânsitos de Mercúrio e de Vênus, e as luas Fobos e Deimos são de diâmetro angular tão pequeno que seus "eclipses solares" parciais são melhor considerados como trânsitos (ver Trânsito de Deimos em Marte).
Em 19 de outubro de 2014, o cometa Siding Spring passou extremamente próximo a Marte (cerca de 140 mil quilômetros), tão perto que sua coma pode ter envolvido o planeta.

## Observação

Animação do movimento retrógrado aparente de Marte em 2003 visto a partir da Terra

Pela órbita de Marte ser excêntrica, a sua magnitude aparente em oposição ao Sol pode variar de -3,0 a -1,4. O brilho mínimo é de magnitude 1,6, quando o planeta está em conjunção com o Sol. Marte geralmente aparece distintamente amarelo, laranja ou vermelho; a cor real do planeta está mais próximo de caramelo, e a vermelhidão observada é apenas poeira na sua atmosfera. O rover Spirit, da NASA, registrou imagens de uma paisagem marrom-esverdeada com pedras azul-acinzentadas e manchas de areia vermelho-claras. Quando mais distante da Terra, fica a mais de sete vezes mais longe de nosso planeta do que quando está próximo. Quando menos favoravelmente posicionado, ele pode ser perdido no brilho do Sol por meses. Em seus momentos mais favoráveis — em intervalos entre 15 e 17 anos, sempre entre o final de julho e o final de setembro — muitos detalhes de sua superfície podem ser vistos com um telescópio. Especialmente notáveis, mesmo com baixa ampliação, são as suas calotas polares.
Conforme Marte se aproxima ao ponto de oposição, começa um período de movimento retrógrado em que o planeta parece se mover para trás, em um movimento de looping em relação às estrelas de fundo. A duração deste movimento retrógrado tem a duração de cerca de 72 dias e Marte atinge o seu pico de luminosidade no meio deste movimento.

### Maiores aproximações

#### Relativa
O ponto em que a longitude geocêntrica de Marte é 180° em relação ao Sol é conhecido como oposição, que está perto do momento de maior aproximação com a Terra. O momento da oposição pode ocorrer a até 8 ½ dias da maior aproximação. A distância nas maiores aproximações varia entre 54 e 103 milhões de quilômetros, devido às órbitas elípticas dos planetas, o que causa uma variação comparável em tamanho angular. A última oposição de Marte ocorreu em 8 de abril de 2014, a uma distância de cerca de 93 milhões de quilômetros. O tempo médio entre oposições sucessivas de Marte (o seu período sinódico) é de 780 dias, mas o número de dias entre as datas de oposições sucessivas pode variar entre 764 e 812.

#### Absoluta, em torno do tempo presente
Marte fez a sua maior aproximação com a Terra e o seu brilho aparente máximo dos últimos 60 mil anos, 55 758 006 km (0,372719 UA) e magnitude -2,88, em 27 de agosto de 2003 às 09h51min13 UTC. Isto ocorreu quando Marte estava a um dia da sua oposição e a cerca de três dias do seu periélio, tornando o planeta particularmente fácil de ver a partir da Terra. Estima-se que a última vez em que o planeta chegou tão perto foi em 12 de setembro de 57 617 a.C.; o próximo momento será no ano 2287. Esta aproximação recorde foi apenas ligeiramente mais próxima do que outras aproximações recentes. Por exemplo, a distância mínima em 22 de agosto de 1924 foi de 0,37285 UA e a distância mínima em 24 de agosto de 2208 será de 0,37279 UA.

## Estudo e exploração

### Antiguidade e Idade Média
A existência de Marte como um objeto errante no céu noturno foi registrada por astrônomos do Egito Antigo e, em 1534 a.C., eles já estavam familiarizados com o movimento retrógrado do planeta. No período do Império Neobabilônico, os astrônomos babilônios faziam registros regulares das posições dos planetas e observações sistemáticas do seu comportamento. Sobre Marte, eles sabiam que o planeta fazia 37 períodos sinódicos, ou 42 circuitos do zodíaco, a cada 79 anos. Eles também inventaram métodos aritméticos para fazer pequenas correções para as posições previstas dos planetas.
No século IV a.C., Aristóteles observou que Marte desaparecia por trás da Lua durante uma ocultação, indicando que o planeta estava mais distante. Ptolomeu, um grego que vivia em Alexandria, tentou resolver o problema do movimento orbital de Marte. O modelo de Ptolomeu e sua obra coletiva sobre astronomia foram apresentados no Almagesto, que se tornou o principal tratado da astronomia ocidental nos quatorze séculos seguintes. A literatura da China antiga confirma que Marte era conhecido pelos astrônomos chineses no século IV. No século V d.C., o texto astronômico indiano Surya Siddhanta estimou o diâmetro de Marte. Nas culturas da Ásia Oriental, Marte era tradicionalmente conhecido como a “estrela de fogo”, com base nos Cinco elementos.
Durante o século XVII, Tycho Brahe mediu a paralaxe diurna de Marte, que Johannes Kepler usou para fazer um cálculo preliminar da distância do planeta. Quando o telescópio se tornou disponível, a paralaxe diurna de Marte foi novamente medida em um esforço para determinar a distância Sol-Terra. Isto foi realizado pela primeira vez por Giovanni Domenico Cassini em 1672. As primeiras medições da paralaxe foram prejudicadas pela qualidade dos instrumentos. A única ocultação observada de Marte por Vênus foi a de 13 de outubro de 1590, vista por Michael Maestlin em Heidelberg. Em 1610, Marte foi visto por Galileu Galilei, que foi o primeiro a observá-lo através de um telescópio. A primeira pessoa a desenhar um mapa de Marte que exibia características da superfície foi o astrônomo holandês Christiaan Huygens.

### Canais

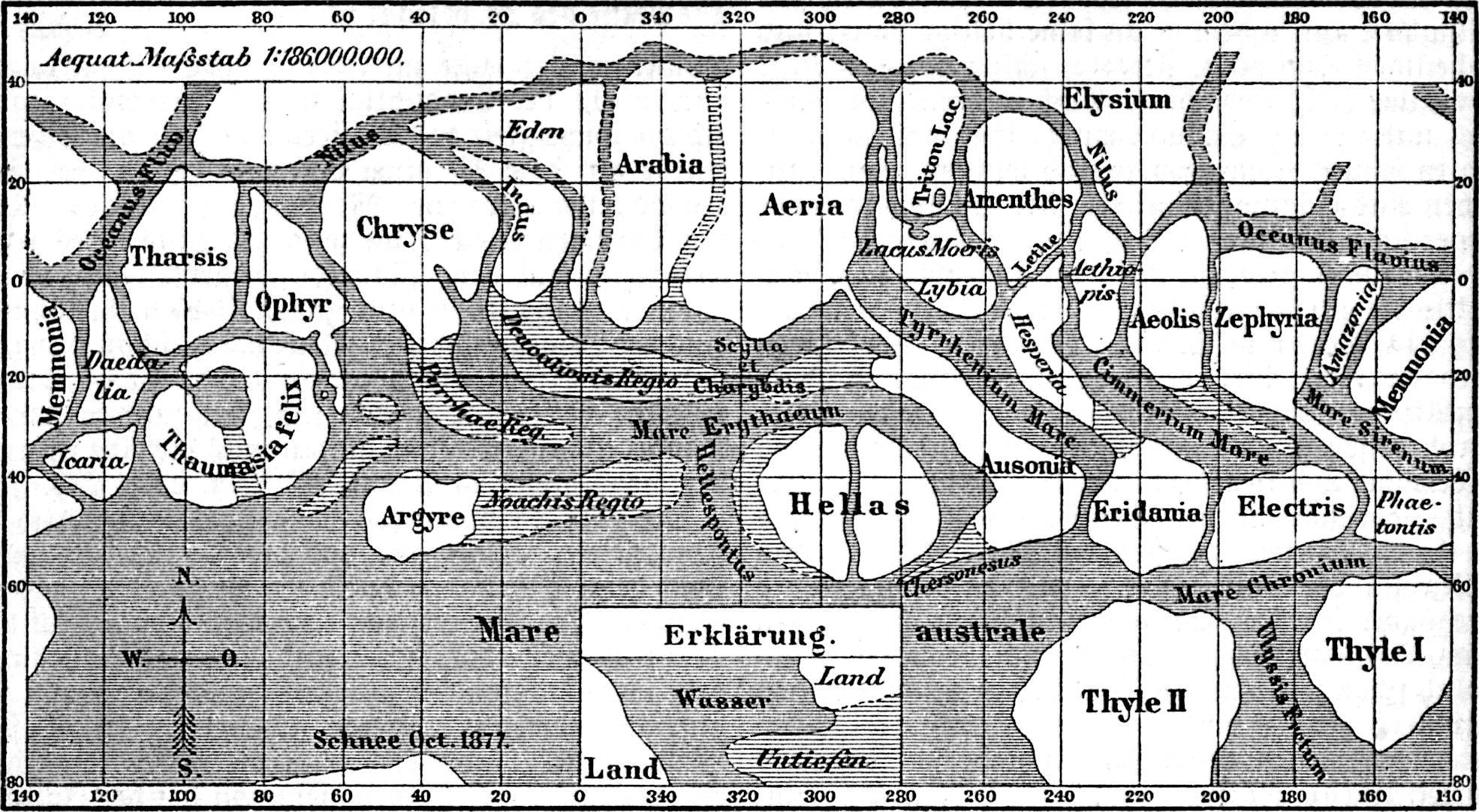
Mapa de Marte por Giovanni Schiaparelli

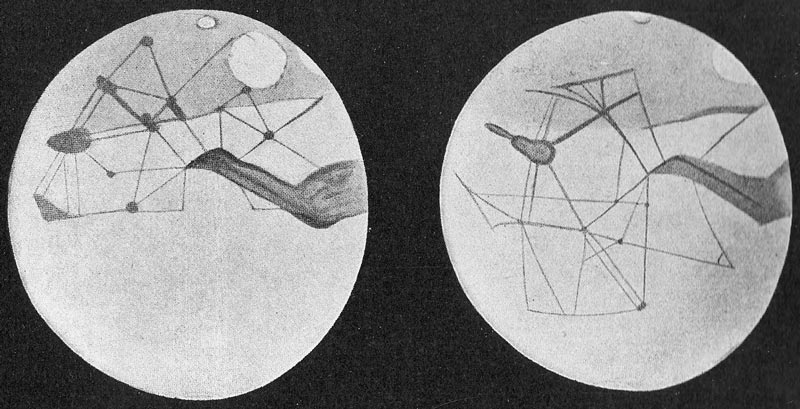
Canais de Marte em desenho de Percival Lowell

Por volta do século XIX, a resolução dos telescópios atingiu um nível suficiente para que as características da superfície de Marte pudessem ser identificadas. Uma oposição periélica de Marte ocorreu em 5 de setembro de 1877 e, naquele ano, o astrônomo italiano Giovanni Schiaparelli usou um telescópio de 22 cm em Milão para produzir o primeiro mapa detalhado do planeta vermelho. Estes mapas continham características chamadas por Schiaparelli de canali, que mais tarde mostraram ser uma ilusão de óptica. Estes canali eram supostamente longas linhas retas na superfície de Marte para as quais ele deu nomes de rios famosos na Terra.
Influenciado pelas observações, o orientalista Percival Lowell fundou um observatório que tinha um telescópio de 30 cm e outro de 45 cm. O observatório foi utilizado para a exploração de Marte durante uma última boa oportunidade, em 1894. Ele publicou vários livros sobre Marte e a vida no planeta, que tiveram uma grande influência sobre o público. Os canali também foram encontrados por outros astrônomos, como Henri Joseph Perrotin e Louis Thollon em Nice, usando um dos maiores telescópios do mundo naquela época.
As mudanças sazonais (a diminuição das calotas polares e a formação de áreas escuras durante o verão marciano), em combinação com os canais, levaram a especulações sobre a presença de vida em Marte e fizeram surgir uma crença, mantida por muito tempo, de que Marte continha vastos mares e vegetação. O telescópio nunca chegou a uma resolução suficiente para provar quaisquer destas especulações. À medida que telescópios maiores foram usados, foram observados menos canali retos e longos. Durante uma observação em 1909 por Camille Flammarion com um telescópio de 84 cm, foram observados padrões irregulares, mas os canali não foram vistos.
Mesmo na década de 1960, artigos foram publicados sobre a "biologia marciana", deixando de lado outras explicações para as mudanças sazonais do planeta. Cenários detalhados do metabolismo e dos ciclos químicos de um ecossistema funcional chegaram a ser publicados. Desde que uma nave espacial visitou o planeta durante as missões Mariner da NASA nos anos 1960 e 1970, estes conceitos foram radicalmente quebrados. Além disso, os resultados das experiências de detecção de vida pela Viking auxiliaram para que a hipótese de um planeta hostil e morto fosse geralmente aceita. A Mariner 9 e a Viking forneceram dados que permitiram a obtenção de mapas melhores do planeta. Outro grande salto foi a missão Mars Global Surveyor, lançada em 1996 e que funcionou até o final de 2006, e permitiu a obtenção de mapas completos e extremamente detalhados da topografia, campo magnético e minerais da superfície de Marte. Estes mapas estão agora disponíveis on-line, por exemplo, no Google Mars. O Mars Reconnaissance Orbiter e a Mars Express continuaram explorando com novos instrumentos e apoiando as sondas na superfície. A NASA fornece duas ferramentas on-line: Mars Trek, que apresenta visualizações do planeta a partir de dados de 50 anos de exploração, e a Experience Curiosity, que simula viagens em Marte em 3-D com a Curiosity.

### Exploração direta

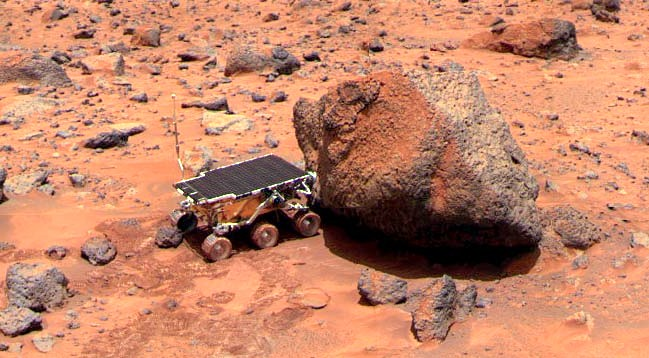
Rover Sojourner em Marte, o primeiro veículo feito por humanos a transitar pelo planeta

Dúzias de naves espaciais não tripuladas, como sondas orbitais e rovers, foram enviadas para Marte pela União Soviética, Estados Unidos, Europa e Índia para estudar a superfície, o clima e a geologia do planeta. Atualmente, a informação está sendo obtida por sete sondas ativas na superfície ou em órbita de Marte, sendo cinco orbitais e dois rovers, quais sejam: 2001 Mars Odyssey, Mars Express, Mars Reconnaissance Orbiter (MRO), MAVEN, Mars Orbiter Mission, Opportunity e Curiosity. O público pode solicitar imagens de Marte da MRO através do programa HiWish.
O Mars Science Laboratory, chamado de Curiosity, foi lançado em 26 de novembro de 2011 e chegou a Marte em 6 de agosto de 2012 (UTC). É maior e mais avançado do que os Mars Exploration Rovers, com uma velocidade de até 90 metros por hora. Os experimentos incluem um analisador químico a laser que pode deduzir a composição de rochas a uma distância de 7 m. Em 10 de fevereiro de 2013, o Curiosity obteve as primeiras amostras de rochas profundas já retiradas de outro corpo planetário, utilizando a sua broca embarcada.

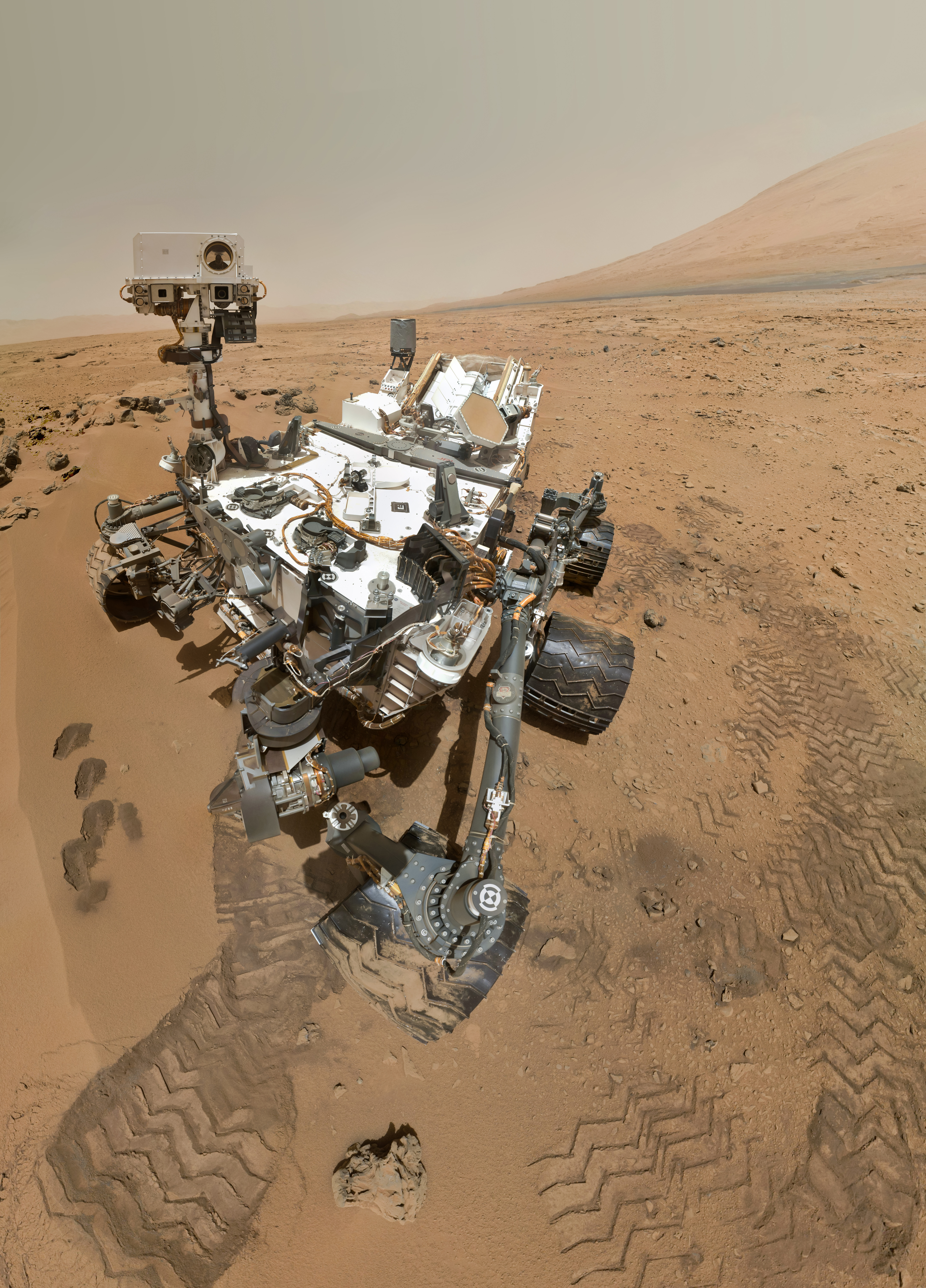
O Curiosity na superfície de Marte

A Organização Indiana de Pesquisa Espacial lançou a missão Mars Orbiter Mission em 5 de novembro de 2013, com o objetivo de analisar a atmosfera e a topografia marcianas. Equipada com sensores de metano, câmeras multi-espectrais, espectrômetros de imagem em infravermelho termal, fotômetros e outros itens em sua carga útil, a missão procura expandir a compreensão humana do Sistema Solar. Lançado de PSLV-C25, a missão Mars Reconnaissance Orbiter usou uma órbita de transferência de Hohmann para escapar da influência gravitacional da Terra e catapultar para uma viagem de nove meses até Marte. Essa é a primeira missão interplanetária bem-sucedida da Ásia e a sonda Mangalyaan estuda o planeta Marte desde 24 de setembro de 2014.
A Agência Espacial Europeia, em colaboração com a Agência Espacial Federal Russa - Roscosmos, enviou a sonda ExoMars Trace Gas Orbiter (TGO) e a sonda de superfície Schiaparelli em março de 2016. O orbitador TGO conseguiu entrar na órbita marciana em 19 de outubro. Contudo, o contato com o pousador Schiaparelli EDM foi perdido quando este já estava próximo ao solo. Imagens feitas pela MRO da NASA comprovaram que a sonda impactou violentamente contra o solo marciano e foi totalmente destruída. Uma hipótese sugere que os retrofoguetes do pousador, que deveriam reduzir sua velocidade, se apagaram muito antes do esperado.
Está planejado para maio de 2018 o lançamento da sonda de superfície InSight, juntamente com dois satélites CubeSats, que vão sobrevoar Marte e fornecer dados de telemetria da superfície. As sondas estão previstas para chegar a Marte em novembro de 2016.
Em 2018 a ESA enviará o "rover" ExoMars. A NASA planeja lançar o seu "rover" astrobiológico Mars 2020 em 2020. A sonda Mars Hope, dos Emirados Árabes Unidos, está planejada para lançamento em 2020, atingindo a órbita de Marte em 2021. Ela tem o objetivo de fazer um estudo global da atmosfera marciana. Diversos planos para uma missão tripulada a Marte foram propostos ao longo do século XX e já no século XXI, mas nenhum plano em andamento tem data de chegada anterior a 2025.

## Impacto cultural

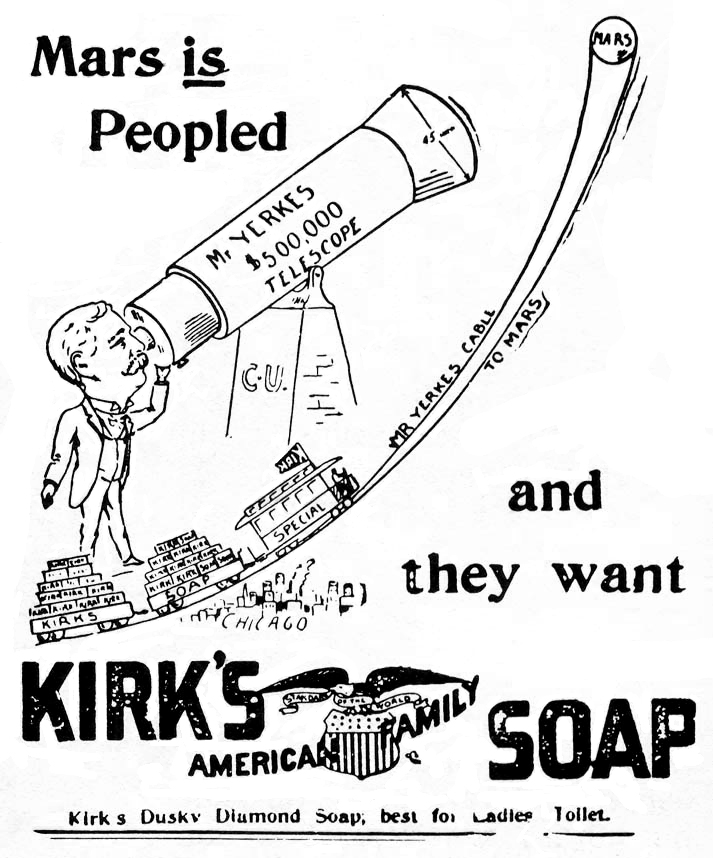
Um anúncio de sabão de 1893 brinca com a ideia popular de que Marte é povoado

Marte é nomeado em homenagem ao deus romano da guerra. Em diferentes culturas, Marte representa a masculinidade e a juventude. Seu símbolo astronômico, um círculo com uma seta apontando para o lado superior direito, também é usado como símbolo do sexo masculino. As muitas falhas nas sondas de exploração de Marte resultaram em uma contracultura satírica que associa esses acidentes com a existência de um tipo de "Triângulo das Bermudas" entre a Terra e o planeta, alguma "maldição marciana" ou um “grande espírito maléfico das galáxias” que se alimentaria das sondas a Marte.
A ideia popular de que Marte era povoado por marcianos inteligentes se popularizou no final do século XIX. As observações dos canali por Giovanni Schiaparelli, combinadas com os livros de Percival Lowell sobre o tema, propuseram a noção padrão de um planeta seco, frio e prestes a morrer, com obras de irrigação sendo feitas por civilizações antigas.
Muitas outras observações e declarações de personalidades notáveis se somaram ao que tem sido chamado de "febre marciana". Em 1899, enquanto investigava o ruído de rádio atmosférico usando receptores em seu laboratório em Colorado Springs, o inventor Nikola Tesla observou sinais repetitivos que mais tarde ele imaginou serem comunicações de rádio vindas de outro planeta, possivelmente de Marte. Em uma entrevista de 1901, Tesla disse:

Foi algum tempo depois que o pensamento passou em minha mente de que os distúrbios que eu tinha observado poderiam se dever a um controle inteligente. Embora eu não tenha conseguido decifrar o seu significado, para mim era impossível pensar neles como sendo inteiramente acidentais. Um sentimento está constantemente crescendo em mim de que eu tenha sido o primeiro a ouvir a saudação de um planeta para outro.
As teorias de Tesla ganharam o apoio de Lord Kelvin que, ao visitar os Estados Unidos em 1902, teria dito que achava que Tesla tinha captado sinais marcianos que estavam sendo enviados aos Estados Unidos. No entanto, Kelvin negou "enfaticamente" esta declaração pouco antes de partir do país. "O que eu realmente disse foi que os habitantes de Marte, se houver algum, seriam, sem dúvida, capazes de ver Nova Iorque, especialmente o brilho da eletricidade".

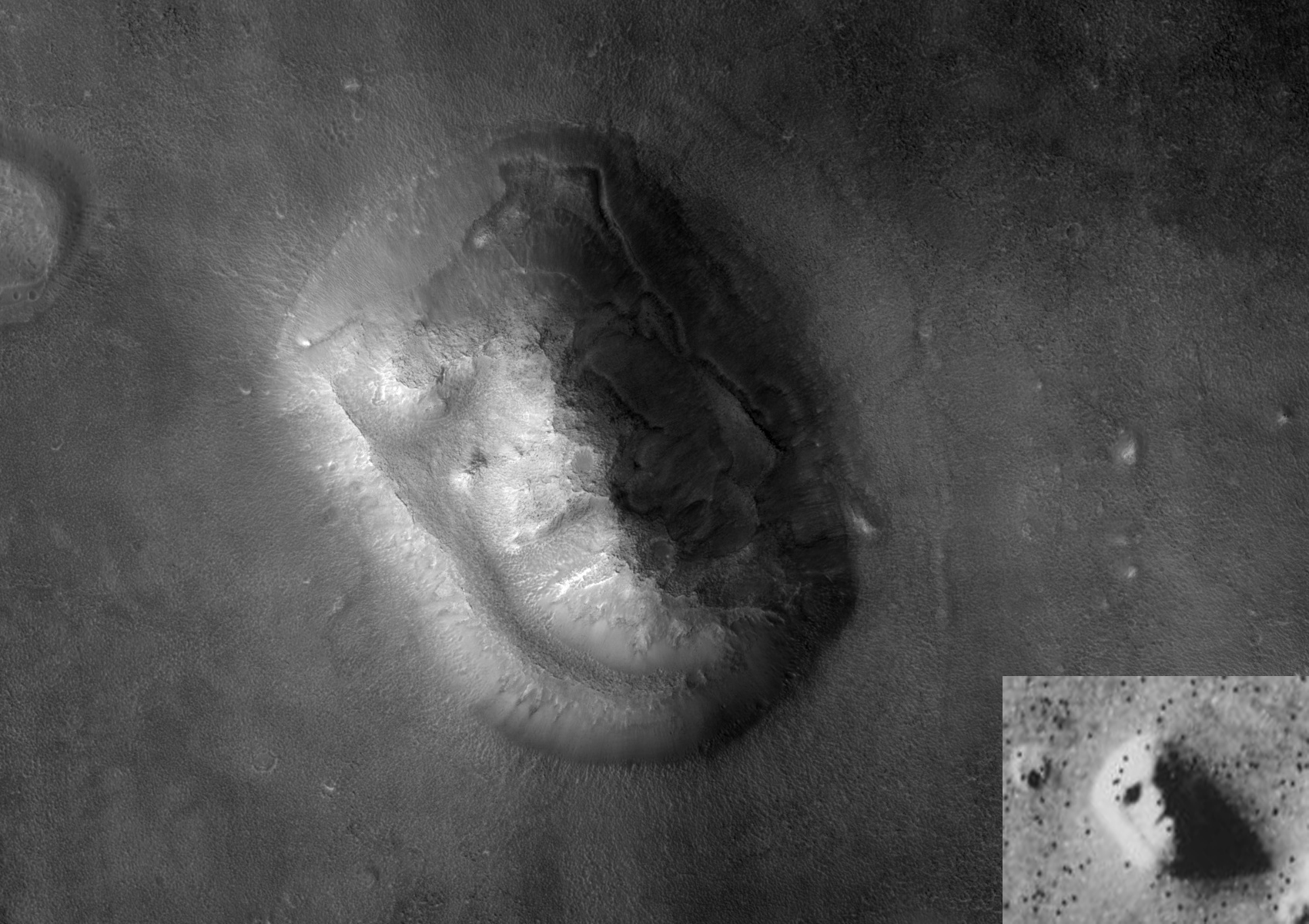
Comparações entre imagens de alta e baixa resolução (no canto inferior direito) da chamada "Face de Marte"

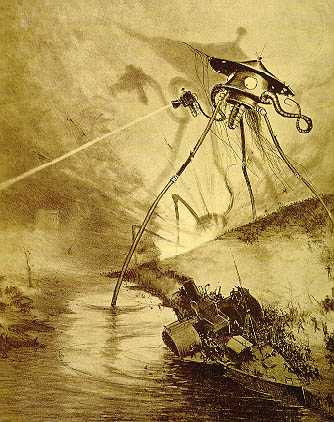
Ilustração dos tripods marcianos, feita pelo brasileiro Henrique Alvim Corrêa, em uma edição francesa de 1906 de A Guerra dos Mundos, de H.G. Wells

Em um artigo do The New York Times de 1901, Edward Charles Pickering, diretor do Harvard College Observatory, disse que tinha recebido um telegrama do Observatório Lowell, no Arizona, que parecia confirmar que Marte estava tentando se comunicar com a Terra.

No início de dezembro de 1900 recebemos de Lowell, no Arizona, um telegrama afirmando que um raio de luz tinha sido visto projetando-se de Marte (o observatório Lowell tinha Marte como especialidade), com duração de 70 minutos. Eu enviei um telegrama com estes fatos para a Europa e enviei cópias através deste país. O observador é um homem confiável e cuidadoso e não há nenhuma razão para duvidar de que a luz existisse. Foi dada como partindo de um ponto geográfico bem conhecido em Marte. Isso foi tudo. Agora, a história foi para todo o mundo. Na Europa, afirma-se que eu tenho estado em comunicação com Marte e todos os tipos de exageros têm brotado. O que quer que a luz fosse, não há meios de saber. Se tinha inteligência ou não, ninguém pode dizer. É absolutamente inexplicável.
Pickering mais tarde propôs a criação de um conjunto de espelhos, no Texas, destinados a sinalizar para os marcianos.
Nas últimas décadas, o mapeamento de alta resolução da superfície marciana, culminando na sonda Mars Global Surveyor, não revelou artefatos de habitação de qualquer tipo de vida "inteligente", mas a especulação pseudocientífica sobre a vida inteligente no planeta continua com comentaristas como Richard C. Hoagland. Remanescente da controvérsia sobre os canali, algumas especulações são baseadas em características de pequena escala percebidas nas imagens espaciais, como "pirâmides" e a chamada "Face de Marte". O astrônomo planetário Carl Sagan escreveu:
| “ | Marte tornou-se uma espécie de arena mítica na qual nós projetamos nossas esperanças e medos terrestres. | ” |

A representação de Marte na ficção foi estimulada por sua cor vermelha e pelas especulações científicas do século XIX de que suas condições de superfície não só poderiam suportar a vida, como também a vida inteligente. Isso originou um grande número de cenários de ficção científica, entre os quais está A Guerra dos Mundos, de H. G. Wells, publicado em 1898, em que os marcianos tentam fugir de seu planeta moribundo e tentam invadir a Terra. Uma adaptação radiofônica posterior de A Guerra dos Mundos foi feita no dia 30 de outubro de 1938 por Orson Welles nos Estados Unidos e foi apresentada como um noticiário ao vivo. O episódio tornou-se notório por causar pânico público geral, quando muitos ouvintes confundiram a história com a realidade e saíram desesperados.
Obras influentes retratam o planeta, como Crônicas Marcianas de Ray Bradbury, em que exploradores humanos acidentalmente destroem uma civilização marciana, a série Barsoom de Edgar Rice Burroughs, Além do Planeta Silencioso (1938) de C. S. Lewis e uma série de histórias de Robert A. Heinlein de meados dos anos 1960. O autor Jonathan Swift faz referência às luas de Marte cerca de 150 anos antes de sua descoberta por Asaph Hall, detalhando descrições razoavelmente precisas de suas órbitas no capítulo 19 de seu romance As Viagens de Gulliver.
O personagem cômico de um marciano inteligente chamado Marvin, o Marciano apareceu na televisão em 1948 como um personagem nos Looney Tunes, da Warner Brothers, e continuou como parte da cultura popular desde então.
Após as naves espaciais Mariner e Viking terem enviado imagens nítidas de Marte e revelado um mundo aparentemente sem vida e sem canais, essas ideias sobre o planeta tiveram que ser abandonadas e tem se desenvolvido uma moda de representações precisas e realistas sobre a colonização humana de Marte, como na trilogia Mars de Kim Stanley Robinson. Especulações pseudocientíficas sobre a "Face de Marte" e outros "monumentos" enigmáticos descobertos por sondas espaciais indicam que a ideia de civilizações antigas no planeta continua a ser um tema popular na ficção científica, especialmente no cinema.